# Toyota Celica
Toyota Celica (sprich "ßellika") war der Name einer Coupéreihe des japanischen Automobilherstellers Toyota, die von Herbst 1970 bis Sommer 2005 in sieben Modellreihen produziert wurde und die auch die Basis der ab Anfang 1986 eigenständigen Modellreihe Toyota Supra bildete.
Das im November 1971 in Deutschland eingeführte Coupé Celica basierte, insbesondere in Bezug auf den Fahrzeugrahmen, die Motorisierung und die Technik, auf der damals bereits bestehenden Limousinen-Baureihe Toyota Carina. Durch alle Generationen wurde das Konzept eines zweitürigen, viersitzigen Sportcoupés mit einem Reihenvierzylindermotor beibehalten. Die größte signifikante Veränderung am Fahrzeugkonzept erfolgte 1986, als der Antrieb von Hinterradantrieb auf Frontantrieb umgestellt und 1988 um eine Version mit Allradantrieb ergänzt wurde.
Sämtliche Baureihen wurden im japanischen Toyota-Werk in Tahara, Aichi, produziert. Der Name Celica leitet sich von dem spanischen Wort für „himmlisch“ (celestial) ab.

## Celica  (TA22, 1970–1975; im Ausland auch RA2)

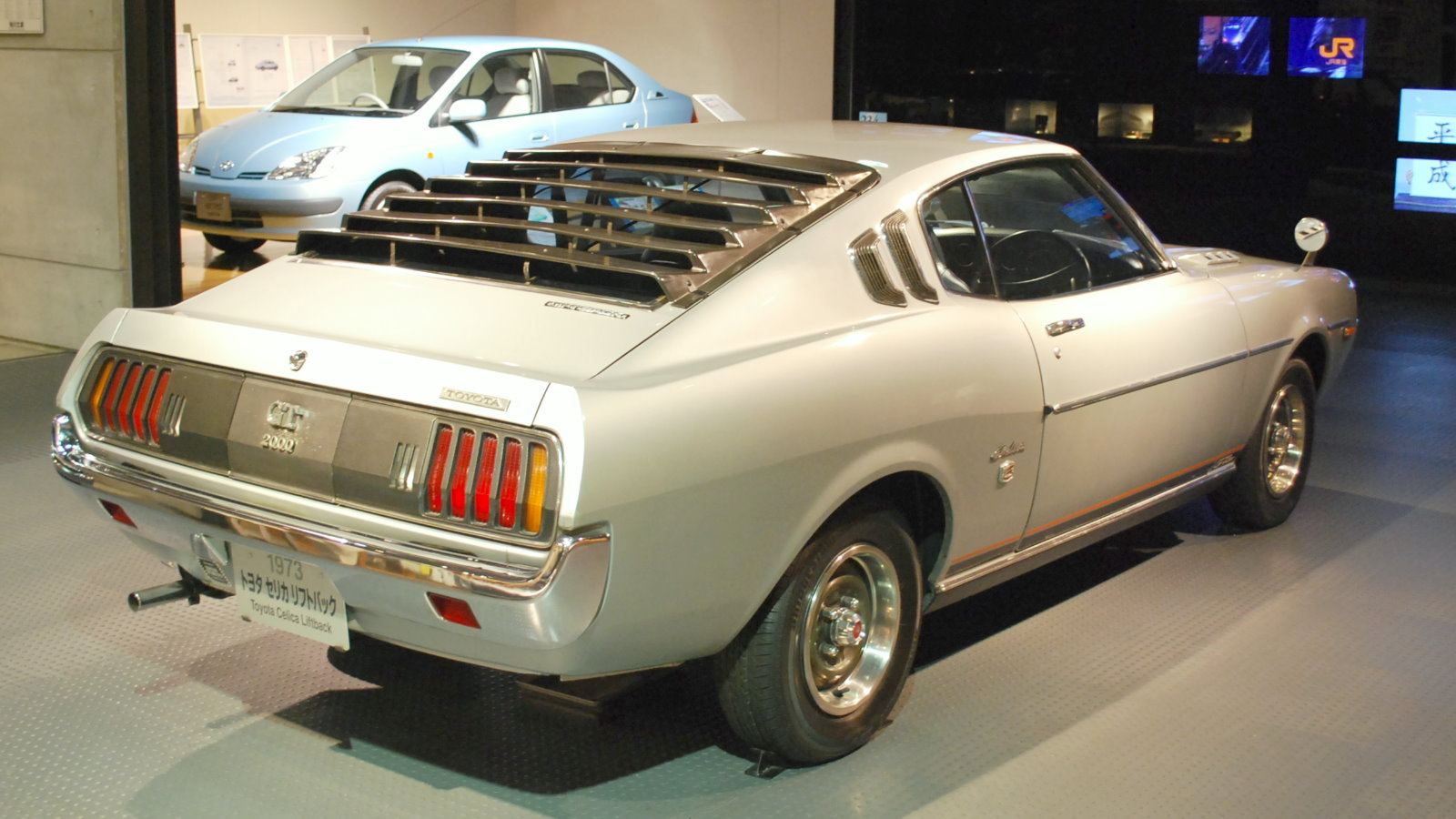
Toyota Celica GT Liftback (1973)

Im Herbst 1970 wurde der erste Celica auf dem japanischen Markt eingeführt, Deutschland ab Herbst 1971.
Die gängigste Variante war in Deutschland das mit einem 1600-cm³-Motor und Doppelvergaser ausgerüstete Coupé TA22 Modellbezeichnung "ST" mit 63 kW (86 PS). Das serienmäßige 5-Gang-Getriebe gehörte 1971 nicht zum üblichen automobilen Standard. Daneben war auch das Modell "LT" mit Einzelvergaser erhältlich, das mit 5-Gang-Getriebe 58 kW (79 PS) und mit einer 3-Stufen-Automatik 55 kW (75 PS) mobilisierte.
Im Jahre 1972 wurde die Baureihe durch das Modell GT ergänzt, das einen 1600-cm³-Motor mit Doppelvergaser und zwei obenliegenden Nockenwellen hatte und 79 kW (107 PS) leistete.
Motoren (Bezeichnung, Hubraum, Kraftstoffzuführung, Ventilsteuerung, Motoraufladung):
- 1,6 l, 2T, Vergaser, DOHC
- 1,6 l, 2T-B, Doppelvergaser, OHV
- 1,6 l, 2T-G, zwei Doppel-Flachstromvergaser, DOHC

Im Ausland:
- 1,9 l, 8R, Vergaser, HCCI
- 2,0 l, 18R, Vergaser, SOHC
- 2,2 l, 20R, Vergaser, SOHC

### Celica  (TA23/TA28/RA28, 1975–1977)
Die große Modellpflege des ersten Celica im Oktober 1975 brachte einen von 2425 mm auf 2495 mm verlängertem Radstand, der ausschließlich dem Vorderbau zugutekam. Grund hierfür war die Installation größerer Motoren für den US-Markt. Optischer Unterschied des TA23 zum Vormodell (TA22) waren senkrechte Standlichter, neue Grilldesigns und dezentere Hutzen auf der Motorhaube. Die Heckpartie mit den bereits zum Modelljahr 1973 eingeführten geteilten Leuchten und vom Aufprallbereich in die C-Säule der Fahrerseite verlegten Tankeinfüllstutzen blieb unverändert.
Ergänzt wurde die Celica Baureihe durch den bereits 1973 in Japan eingeführten Liftback, dessen Design dem Ford Mustang Fastback nachempfunden war. Diese Versionen mit großer Heckklappe (TA/RA28) waren mit dem bekannten 63 kW (86 PS) 2T-B Motor, sowie einem neu entwickelten 1988-cm³-DOHC Motor (18R-G) ausgestattet, der mittels zweier Doppelvergaser 88 kW (120 PS) erzeugte. Der so genannte 2000GT sollte PS-starke Mitbewerber wie Ford Capri 3.0, Opel Manta GT/E und Lancia Beta HPE 2000 in Schach halten.
Die Fertigung der ersten Generation endete im Dezember 1977. In sieben Jahren fertigte Toyota insgesamt 1.210.951 Exemplare.

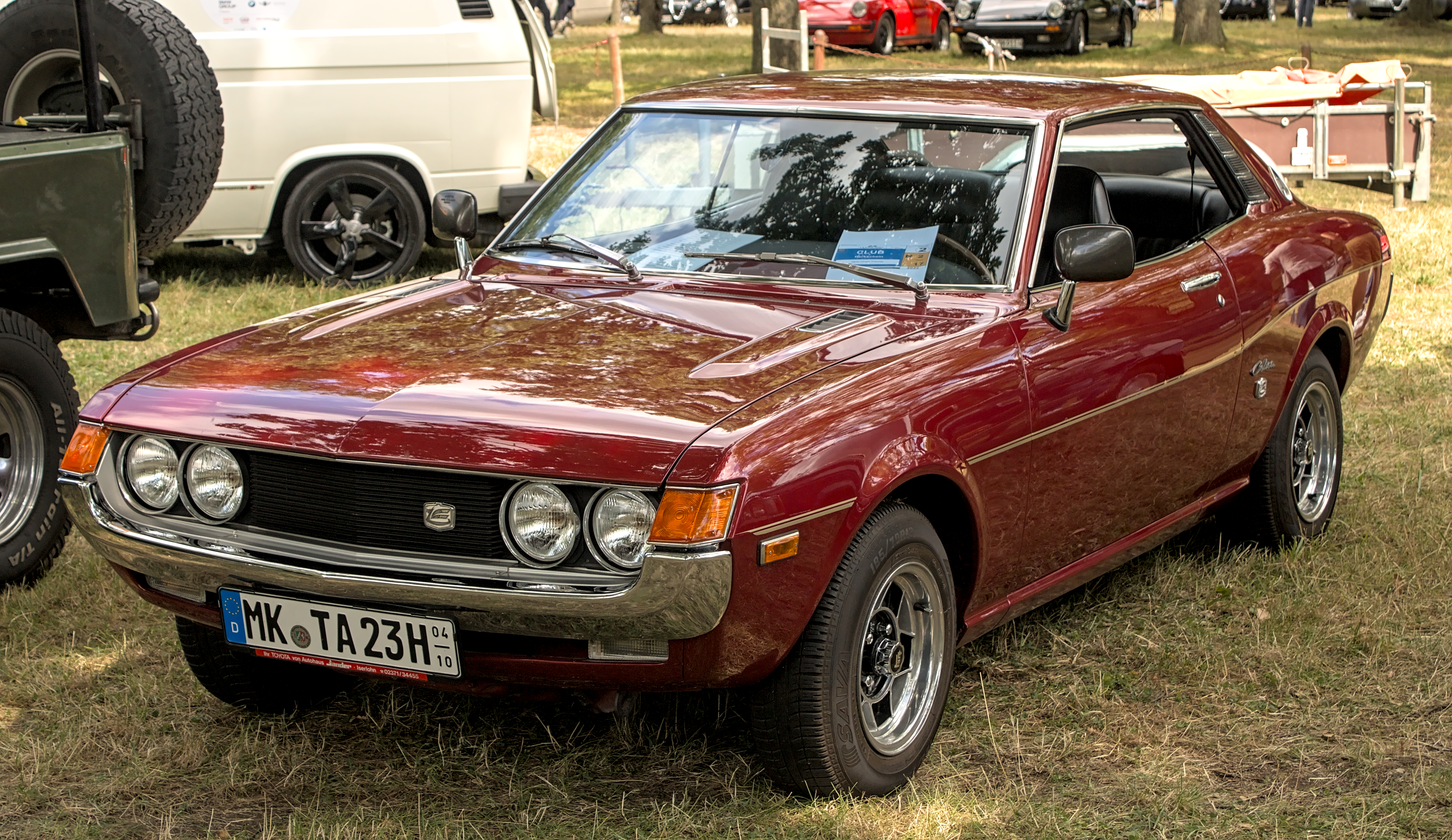
Toyota Celica 1600
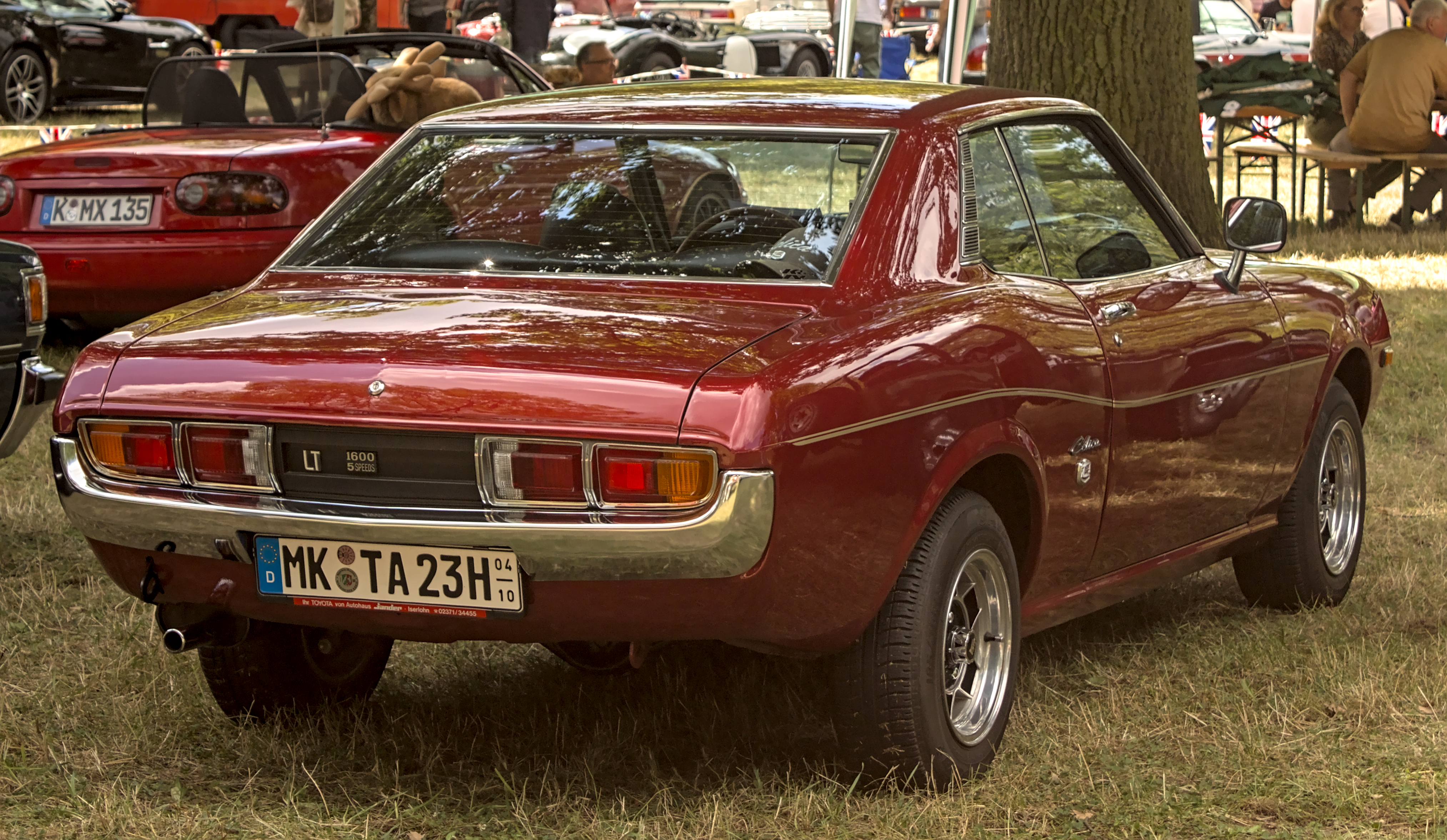
Heckansicht
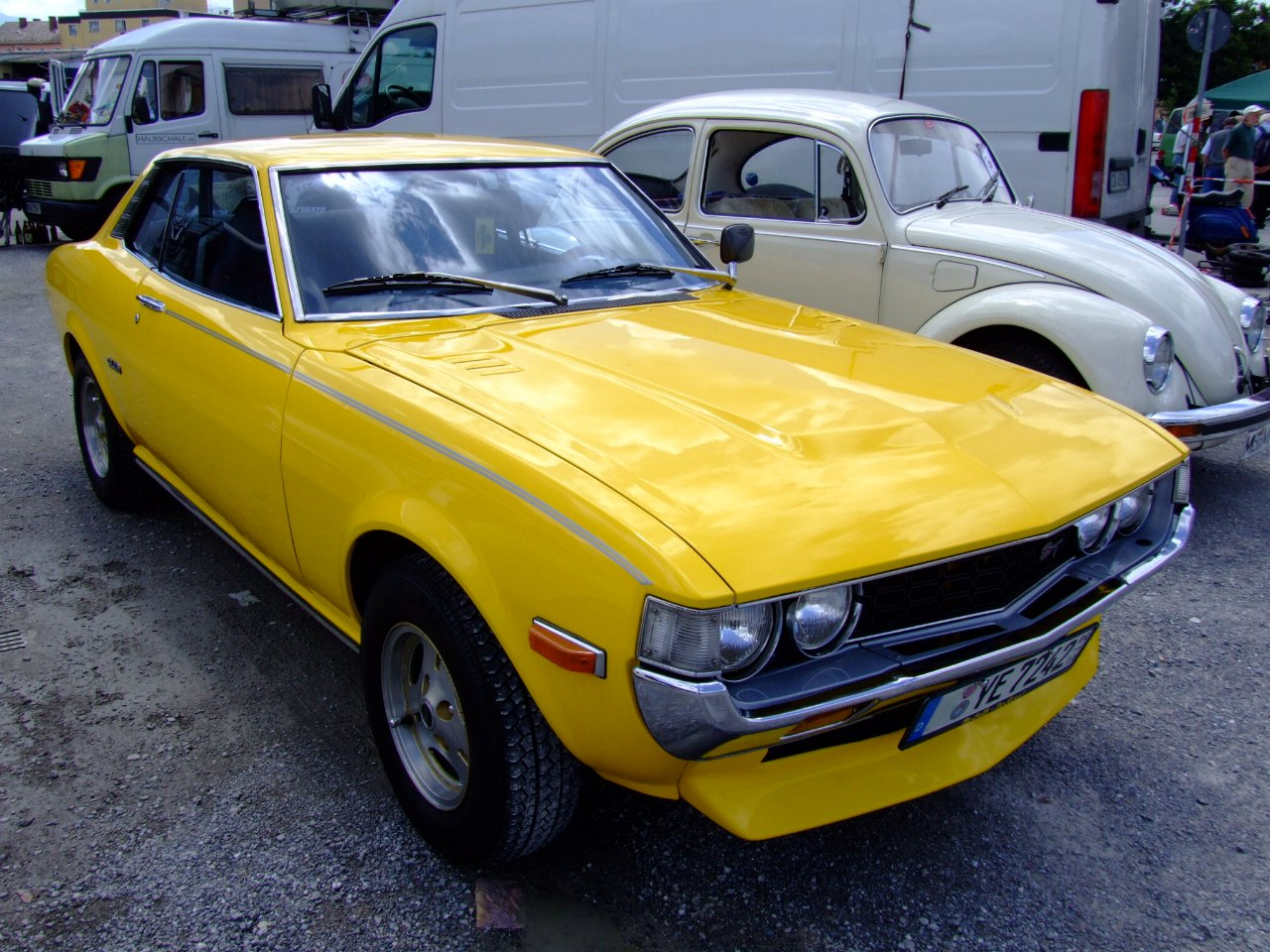
Toyota Celica ST (1975–1977)
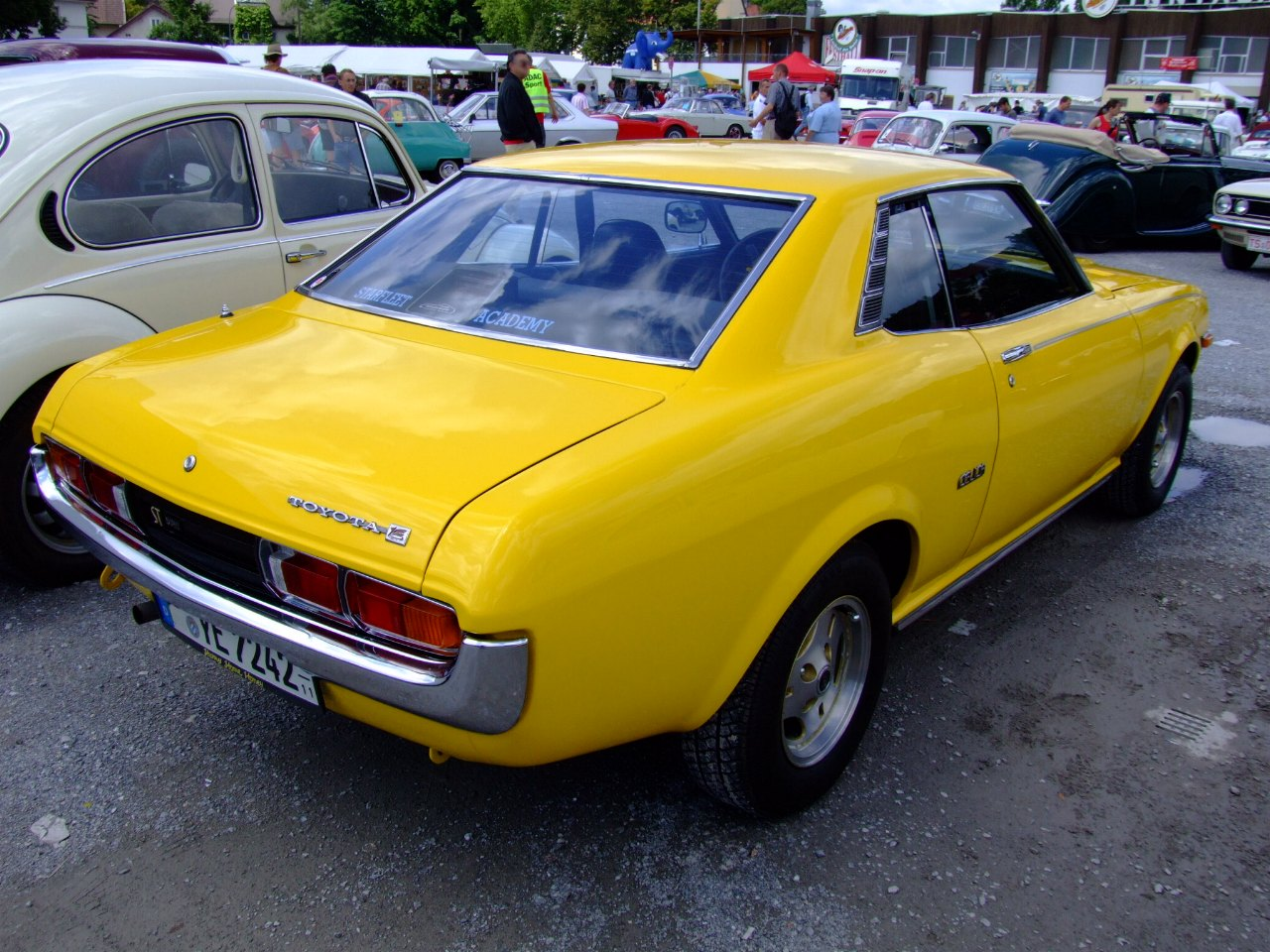
Heckansicht
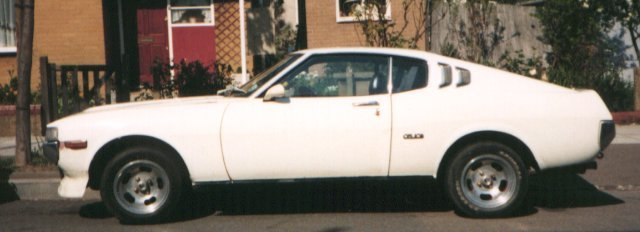
Toyota Celica 2000GT (1975–1977)
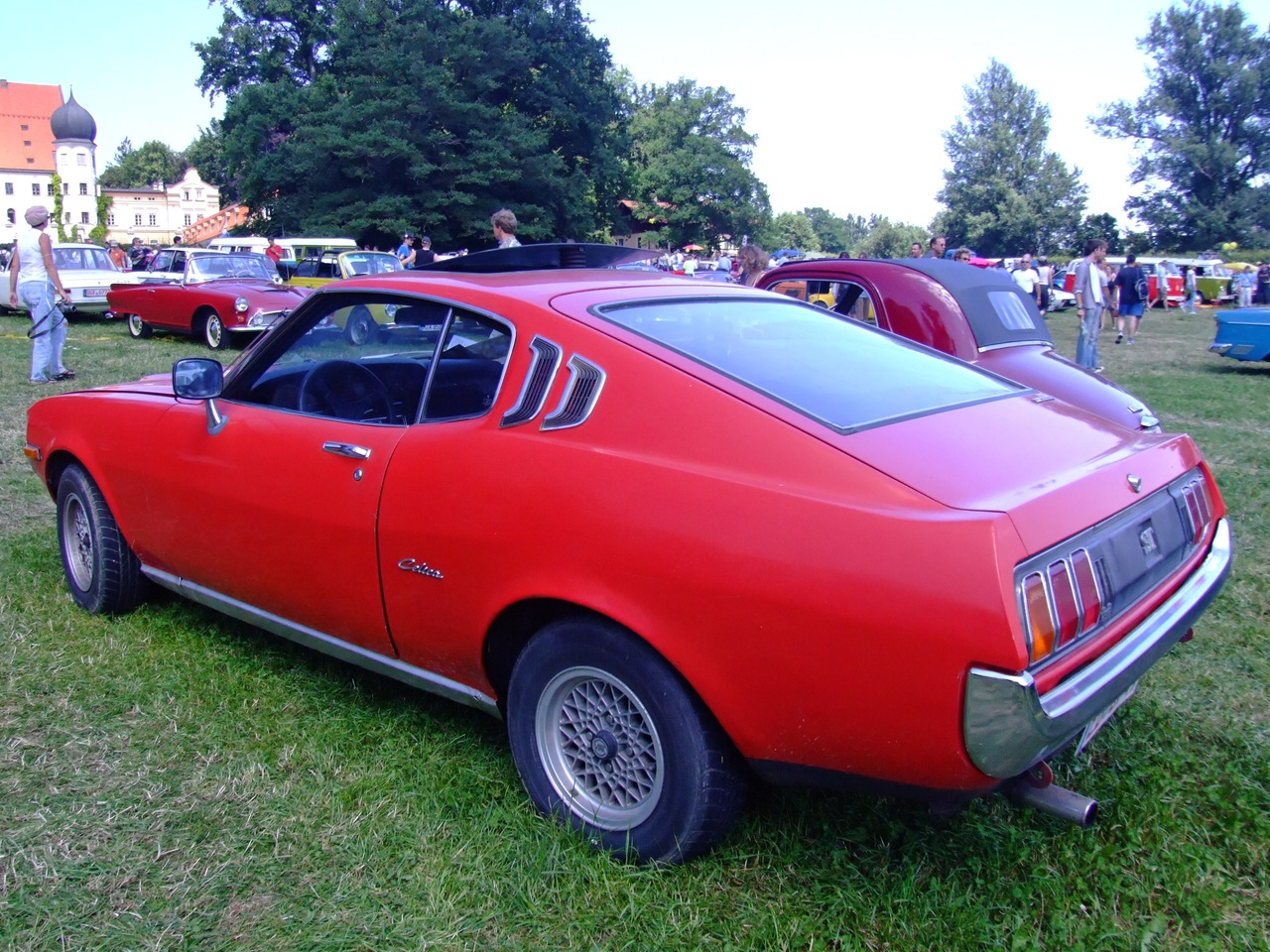
Toyota Celica ST Liftback (1975–1977)

## Celica  (TA4/RA4, 1978–1982)

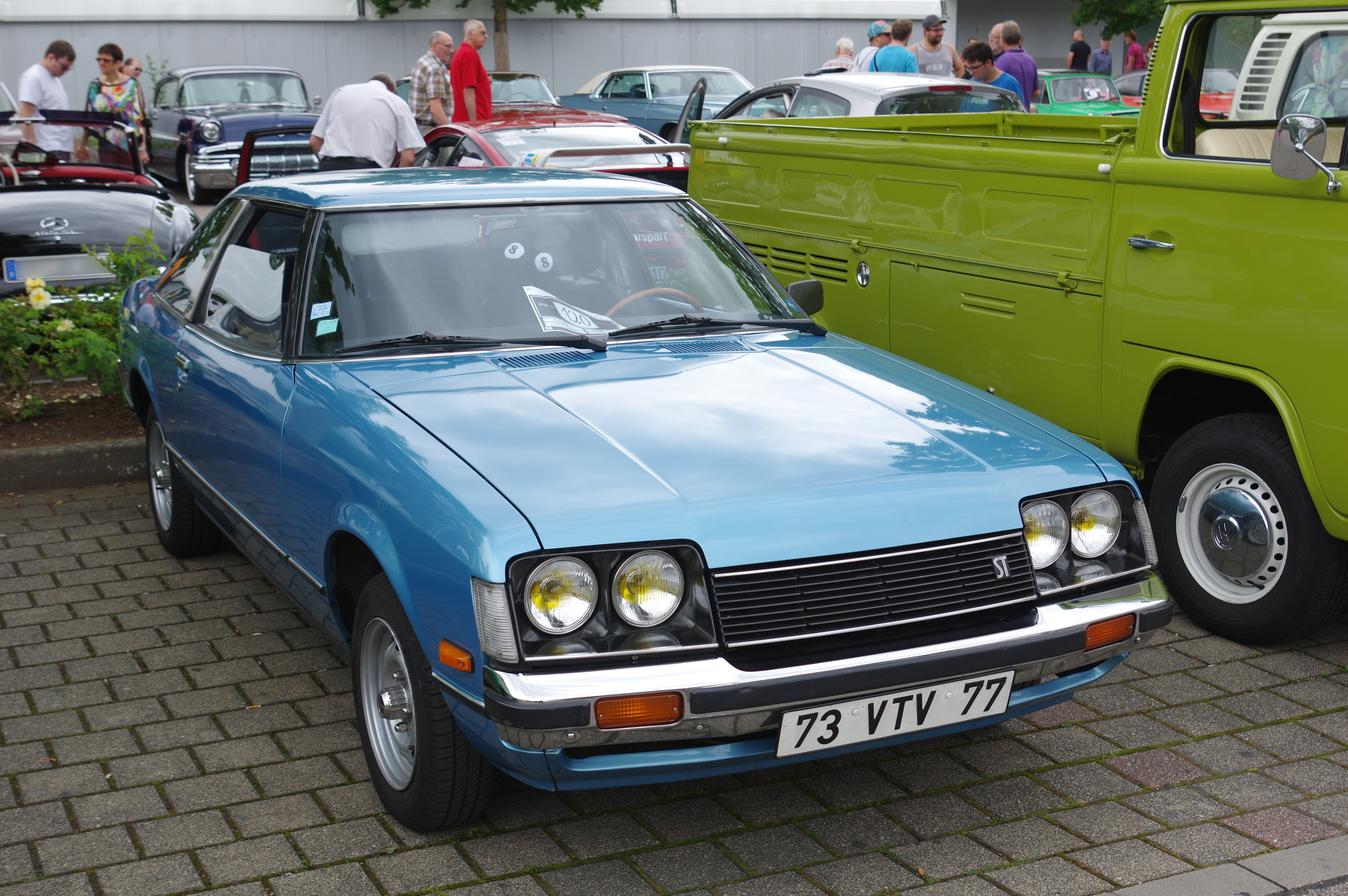
Toyota Celica Coupé (1978–1980)

Im April 1978 erschien die zweite Generation des Sportwagens, der zunächst mit Doppel-Rundscheinwerfern ausgerüstet war.
Anfang 1980 wurde ein Facelift durchgeführt, bei dem die Front des Celica (als markanteste Änderung) auf rechteckige Doppelscheinwerfer umgerüstet wurde.
Die Technik blieb davon nahezu unbeeinflusst. Zeitgleich kam die Variante Celica Liftback XT mit dem Motor des Toyota Cressida und einer Leistung von 77 kW (105 PS) hinzu. 
Coupés wurde von der Firma Tropic in Crailsheim als bügelloses Vollcabrio (Cabrio) oder als Targa/Landaulet (Sunchaser) Version für den deutschen Markt gebaut. Der Umbau der Liftback Variante zum Targa Modell nannte die Firma Tropic TX22.
- 1,6 l, 2T
- 1,6 l, 2T-B, Doppelvergaser
- 1,6 l, 2T-G, zwei Doppelflachstromvergaser, DOHC
- 2,0 l, 18R,
- 2,0 l, 18R-G, zwei Doppelflachstromvergaser, DOHC

Im April 1978 wurde zudem in Japan ein Modell namens Celica XX Supra vorgestellt, in zwei Versionen mit 92 kW (125 PS) und 103 kW (140 PS), das später auch in den USA erhältlich war und den Ursprung des späteren, eigenständigen Modells Toyota Supra darstellte.

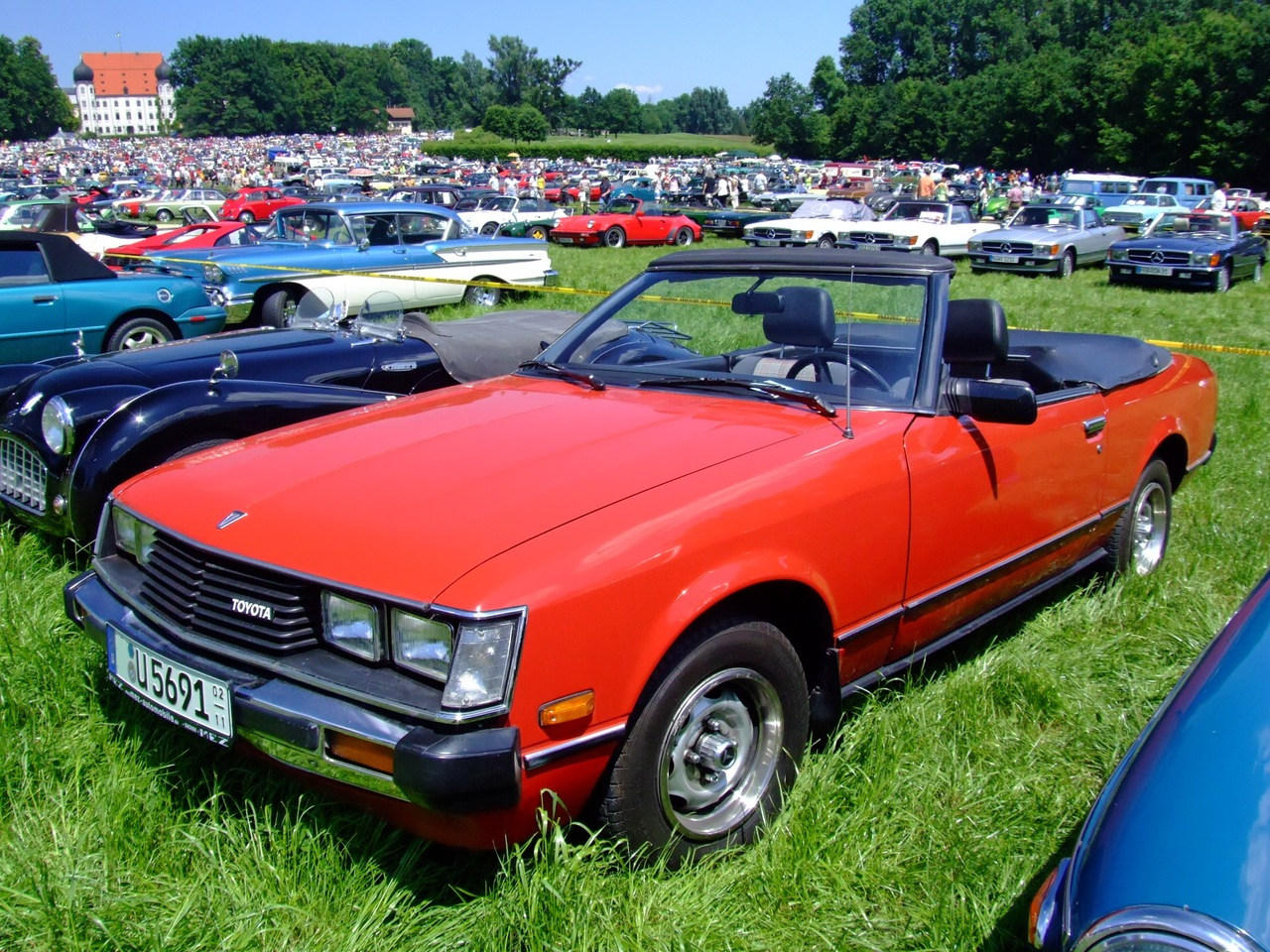
Toyota Celica Cabrio (1980–1982)
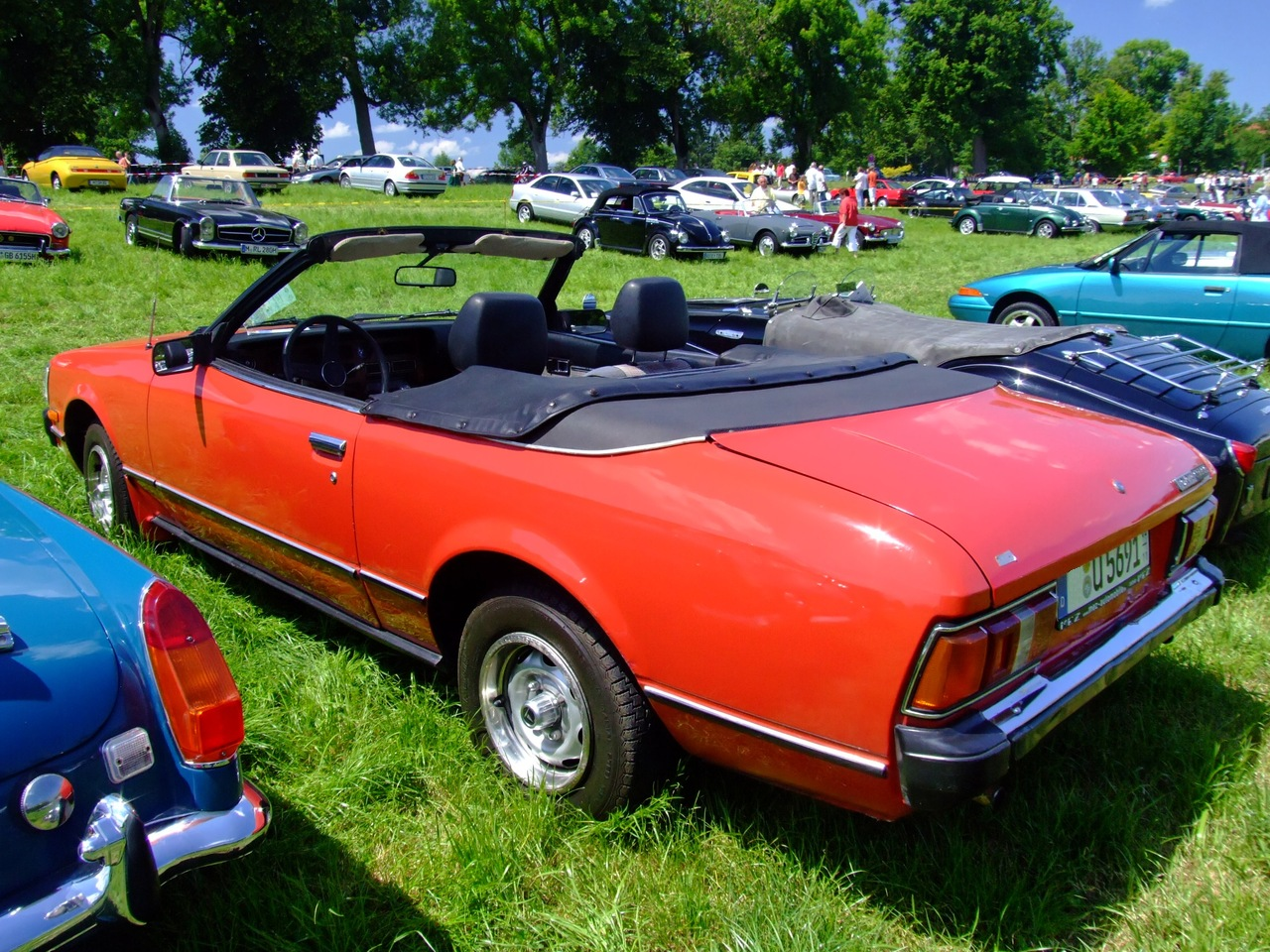
Heckansicht
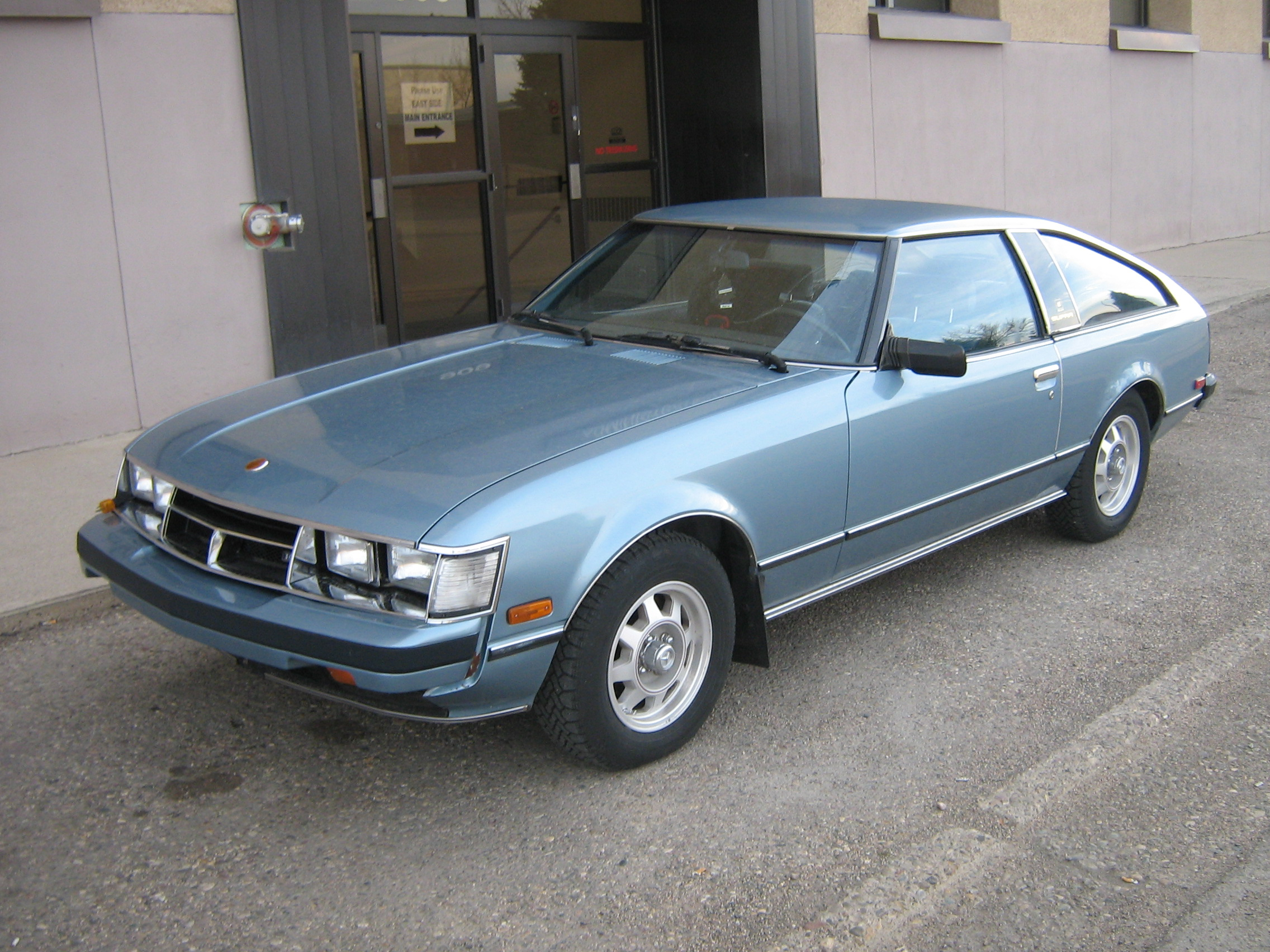
Toyota Celica Supra Liftback (1980–1982)

## Celica (TA6, 1982–1985)

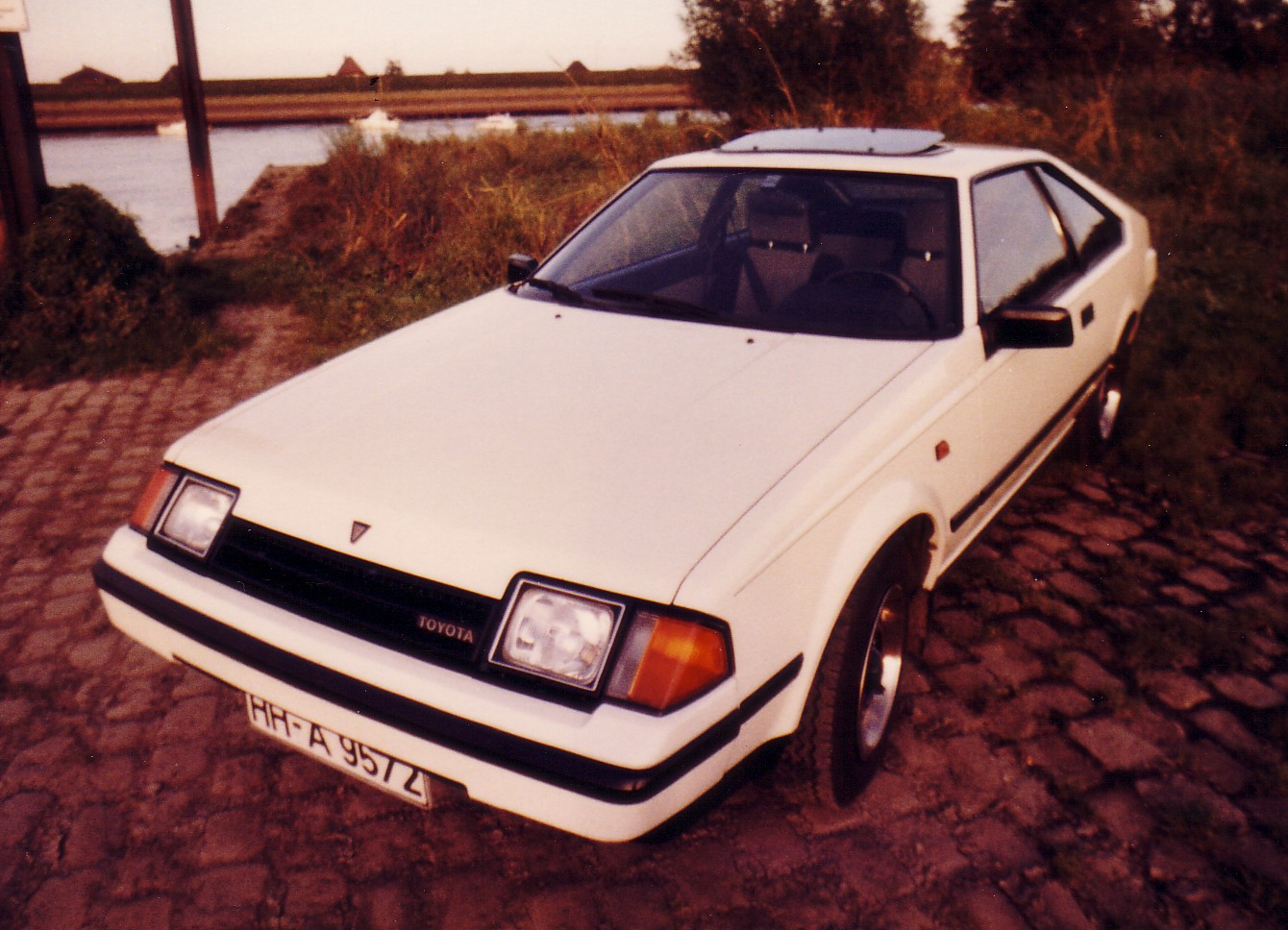
Toyota Celica 2.0 XT Liftback
(1982–1985)

Im Februar 1982 wurde die dritte Generation vorgestellt. Bei ihr klappten die Scheinwerfer nach hinten, sodass der Glasteil sichtbar blieb. In Deutschland erhältliche Ausstattungsvarianten waren ST, XT, GT und Celica Supra. Der Käufer konnte zwischen dem zweitürigen Coupé oder dem dreitürigen Fastback-Coupé (Liftback) wählen.
Im November 1983 wurden mit dem ersten Facelift zahlreiche Details geändert, wobei die nun voll versenkbaren Klappscheinwerfer besonders markant waren. Außerdem erhielt die GT-Variante den Motor 4A-GE, der vorher nicht verfügbar war. Diese Modellreihe war die letzte des Celica mit Hinterradantrieb.
Folgende Varianten des TA 6 waren in Deutschland erhältlich (1982–1985):
- ST (1982–1985, Modell TA60): Motor 2T-B, Hubraum 1588 cm³, 63 kW (86 PS); Coupé, zweitürig
- ST (1982–1985, TA60): Motor 2T-B, 1588 cm³, 63 kW (86 PS); Fastback-Coupé, dreitürig
- 2.0GT (1982–1983, RA63): Motor 18R-G, 1968 cm³, 88 kW (120 PS); Coupé, zweitürig
- 2.0XT (1982–1985, RA61): Motor 21R, 1972 cm³, 77 kW (105 PS); Fastback-Coupé, dreitürig
- Supra 2.8i (1982–1985, MA61): Motor 5M-GE, 2763 cm³, 125 kW (170 PS); Fastback-Coupé, dreitürig

ab 1983 wurde der 2.0GT ersetzt durch:
- 1.6GT (1983–1985, AA63): Motor 4A-GE, 1587 cm³, 91 kW (124 PS); Coupé, zweitürig

Im Ausland wurden weitere Ausstattungsversionen und Motorvarianten angeboten.

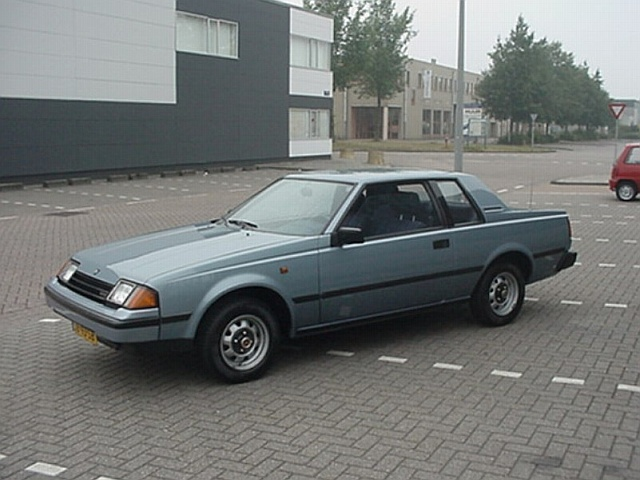
Toyota Celica Coupé 1600ST (1982–1983)
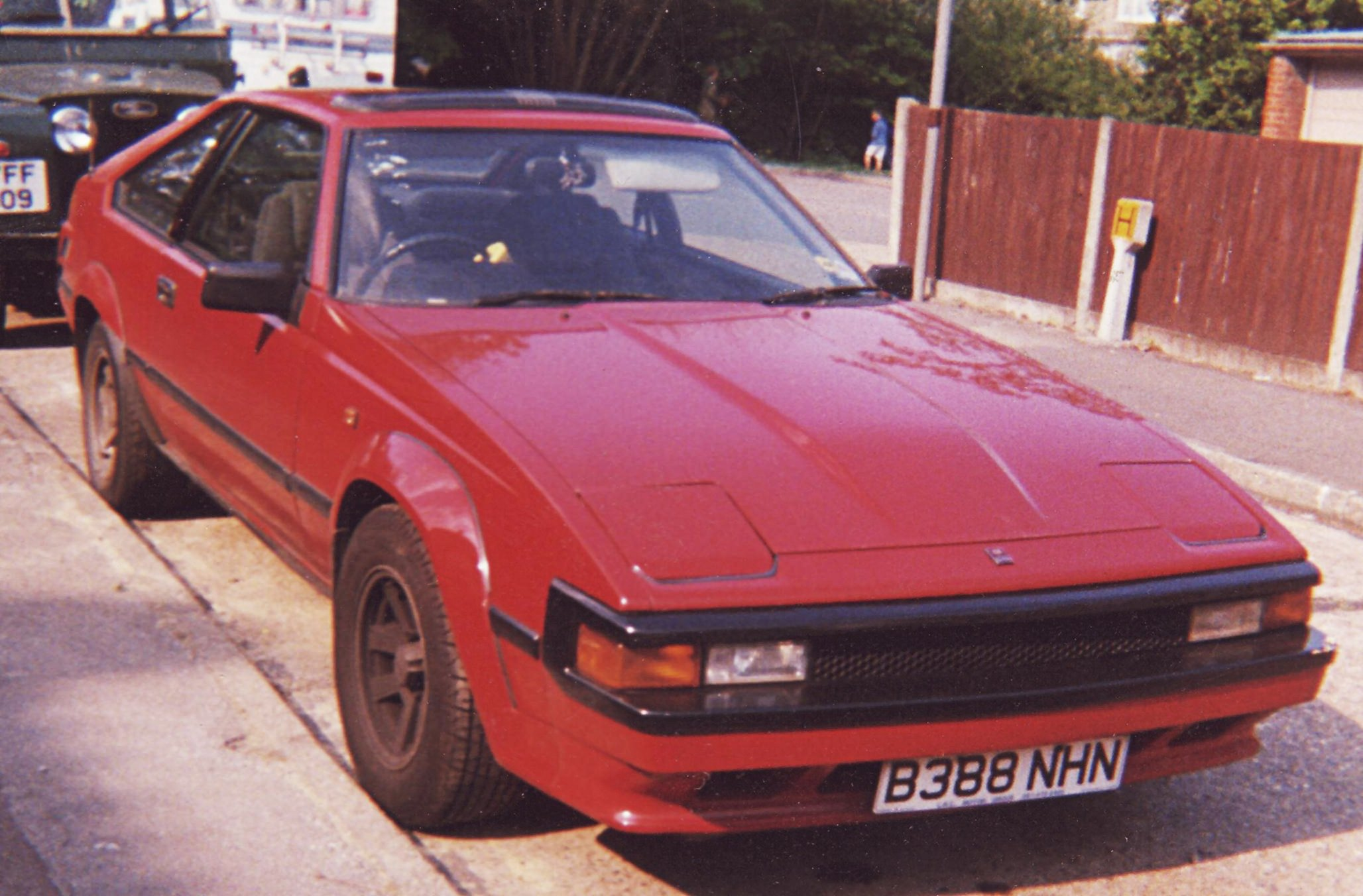
Toyota Celica Supra (1983–1985)
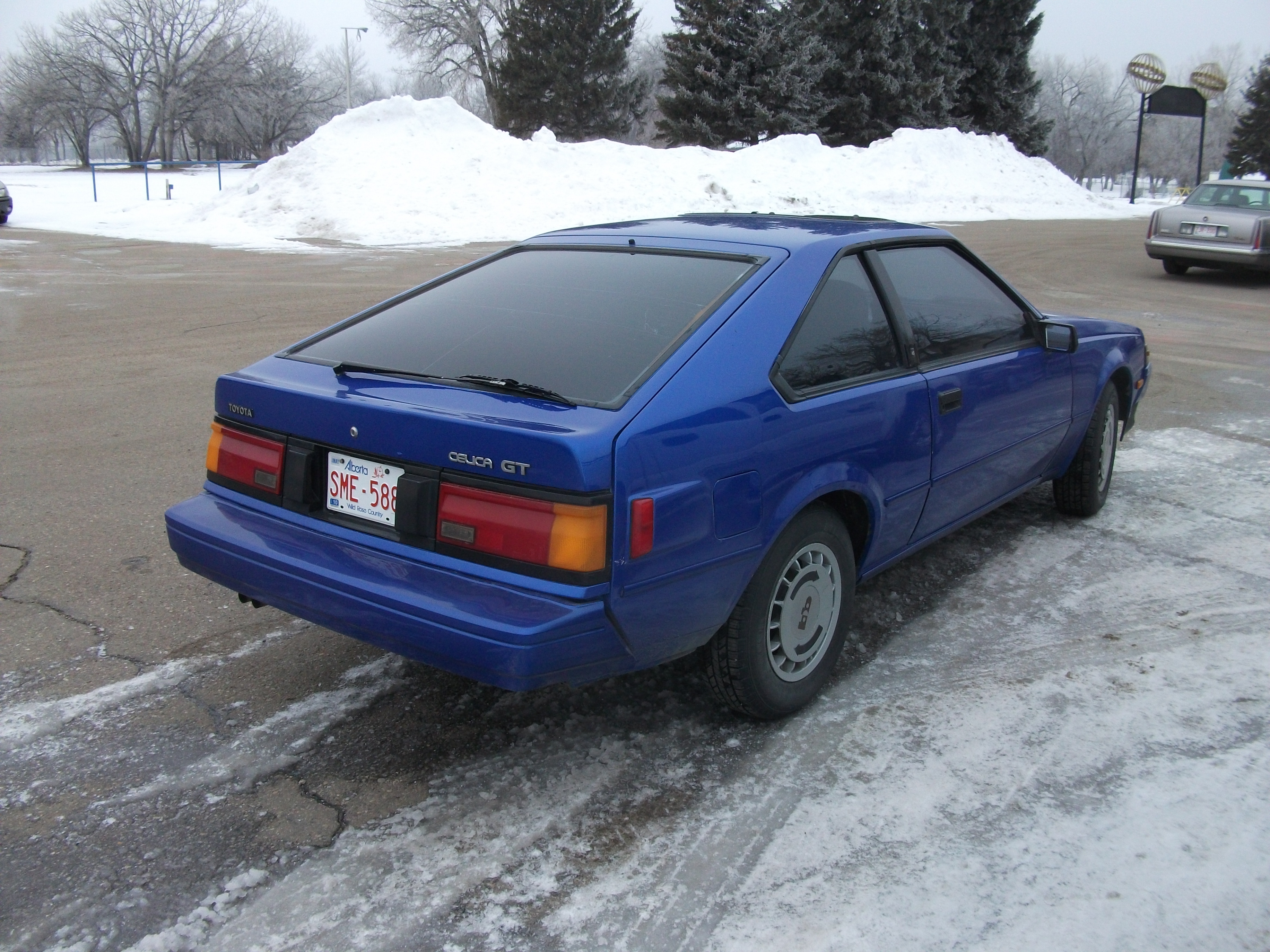
Toyota Celica Liftback 2000GT (1983–1985)
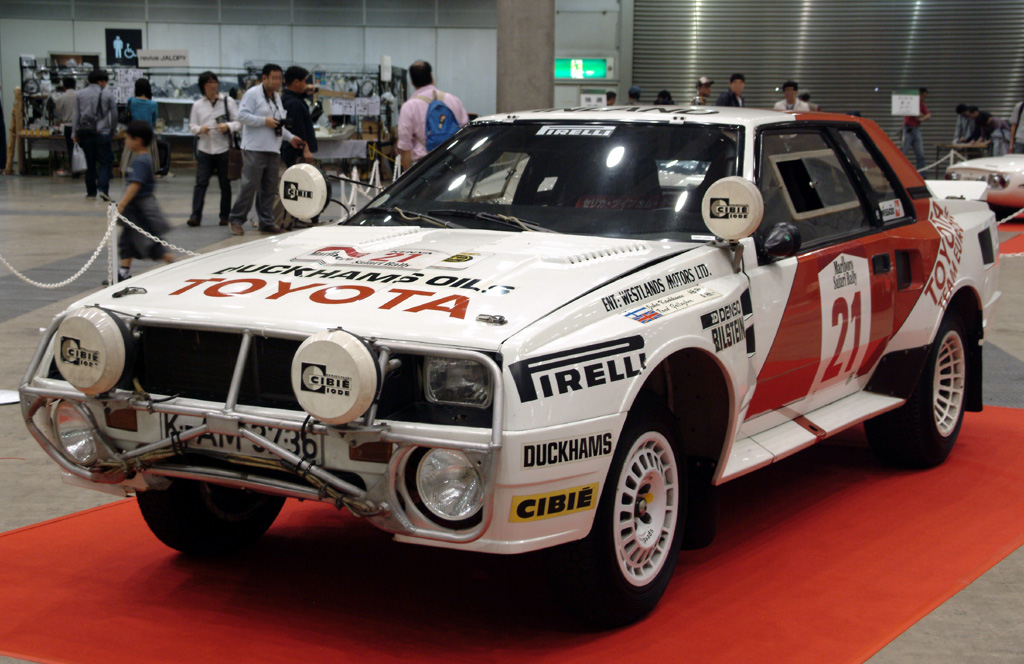
Toyota Celica Twincam Turbo Gruppe B-Rallye (TA64)

## Celica (T16, 1985–1989)

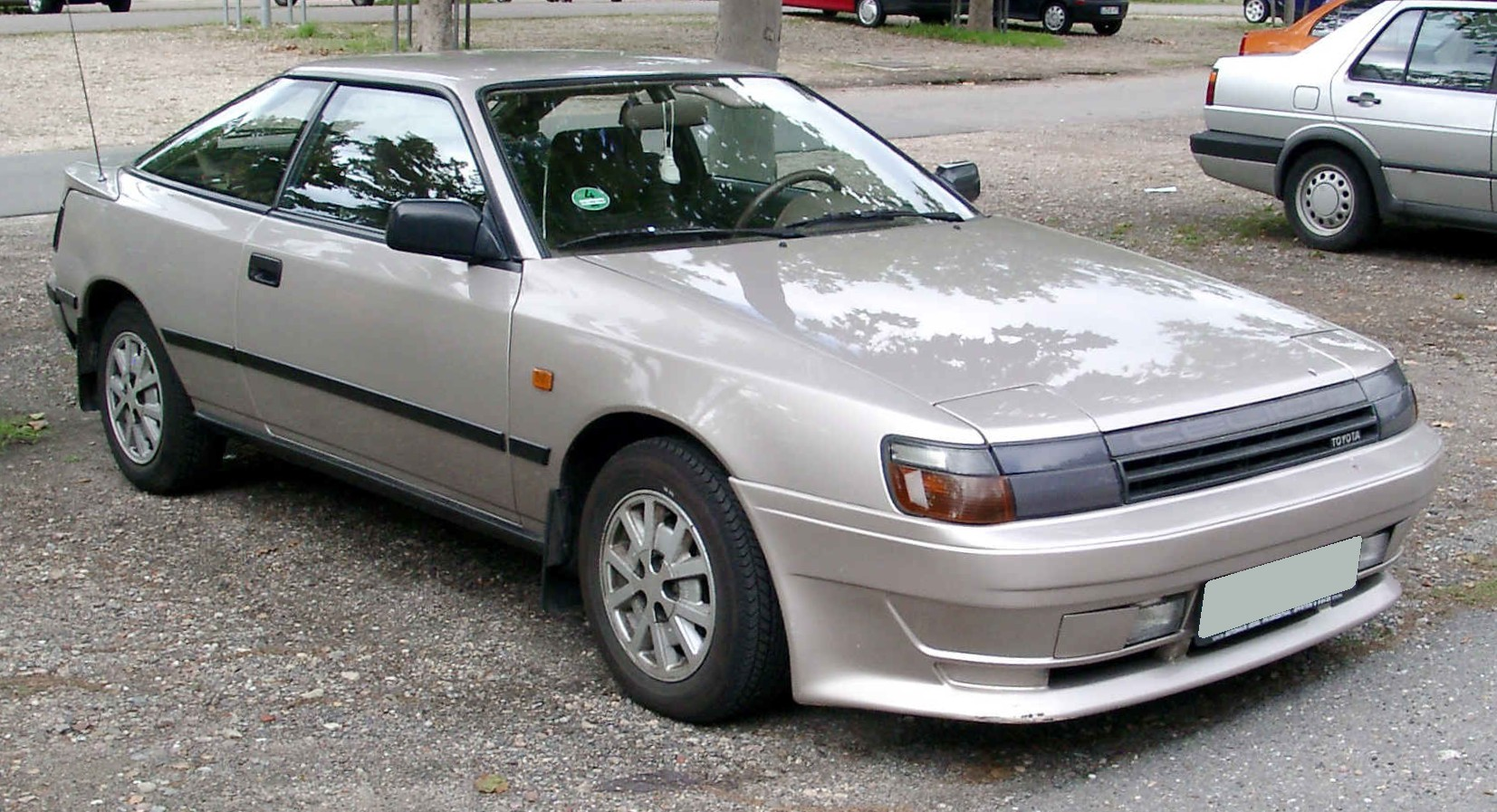
Toyota Celica (1985–1989)

Im September 1985 wurde auf der Internationalen Automobil-Ausstellung (IAA) in Frankfurt die vierte Generation mit Frontantrieb und quer eingebautem 110 kW (150 PS) starken Vierzylindermotor vorgestellt.
Anfang 1987 folgte der 136 kW starke GT-Four mit zwei Litern Hubraum, Turbolader und permanentem Allradantrieb.
Bereits ein Jahr zuvor wurden die Modellreihen Celica und Supra auch namentlich getrennt und das Spitzenmodell Toyota Supra behielt den Hinterradantrieb. Das japanische Schwestermodell war das Corona Coupé.
- 1,6 l, 4A-GE, Einspritzung, DOHC, 124 PS ohne und 116 PS mit Katalysator
- 2,0 l, 2S-E, Einspritzung, SOHC
- 2,0 l, 3S-FE, Einspritzung, SOHC
- 2,0 l, 3S-GE, Einspritzung, DOHC, 103 kW (140 PS mit Katalysator)
- 2,0 l, 3S-GE, Einspritzung, DOHC, 110 kW (150 PS ohne Katalysator)
- 2,0 l, 3S-GTE, Einspritzung, DOHC, Turbolader, 136 kW (185 PS)

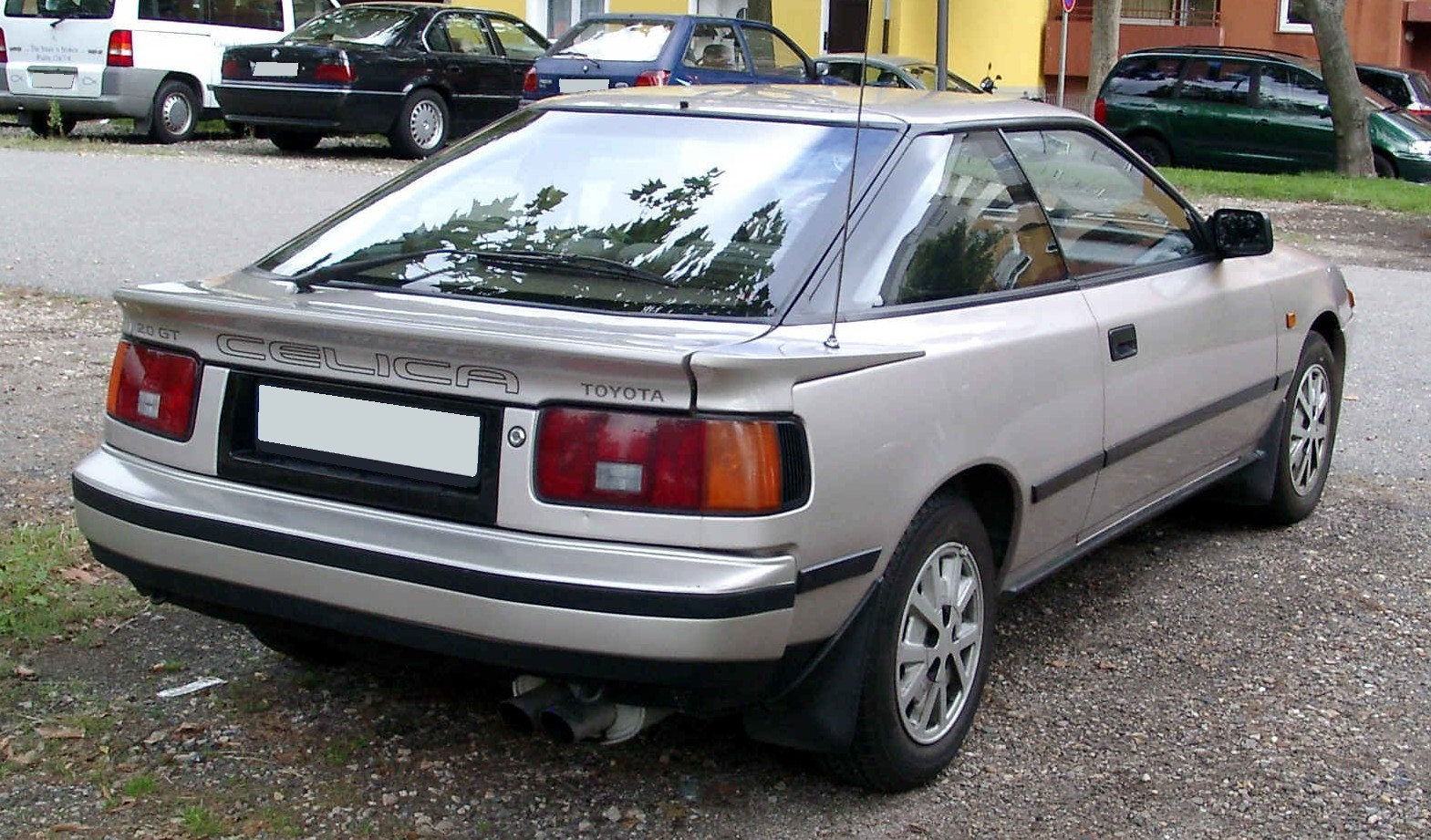
Heckansicht
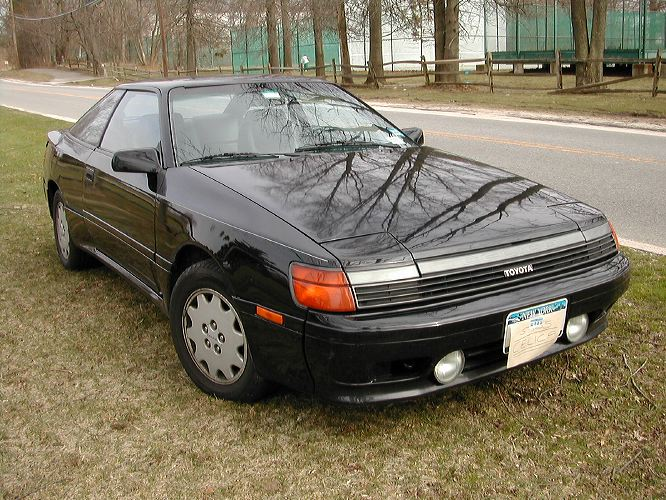
Toyota Celica GT-Four All-trac (1987–1989)
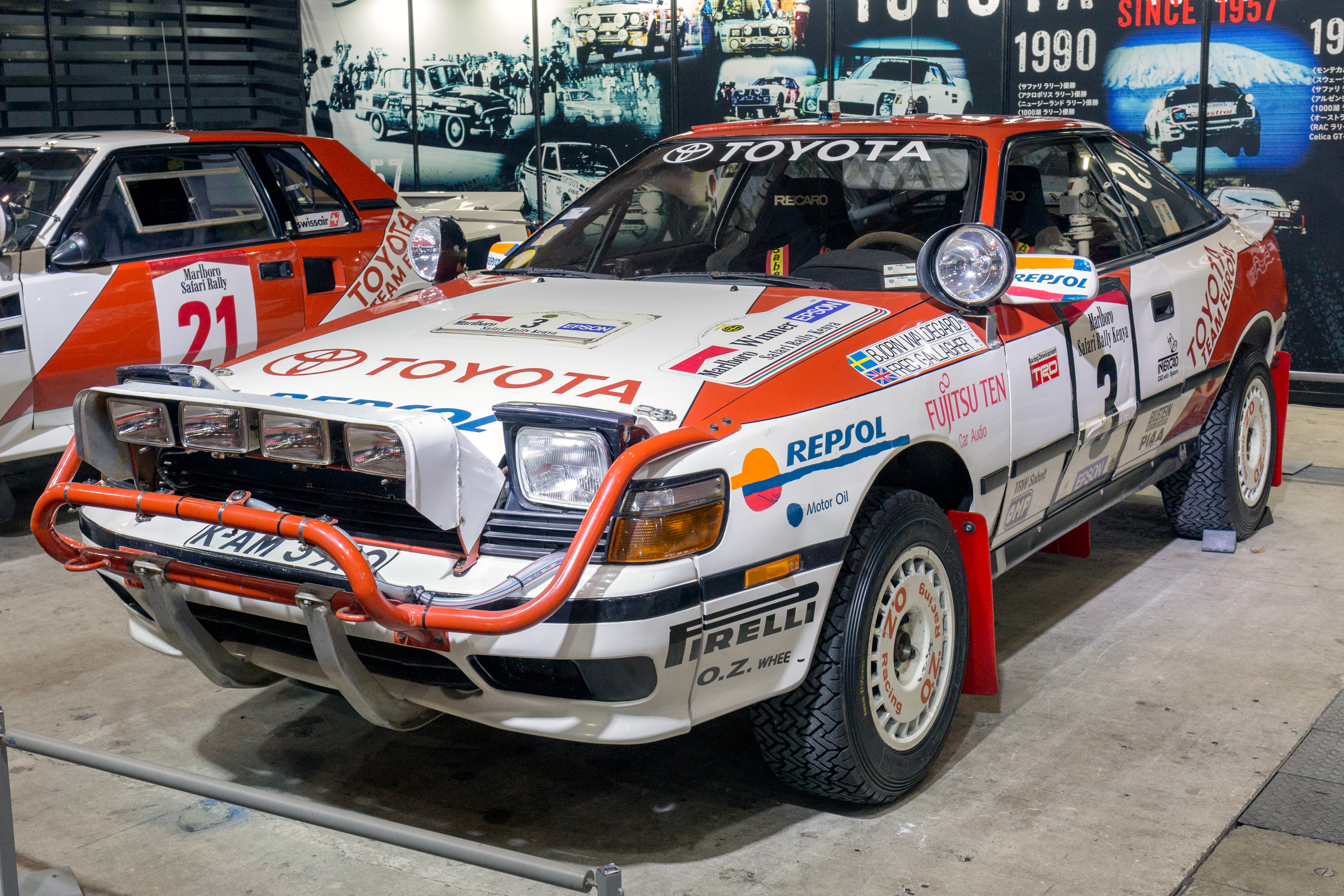
Toyota Celica GT-Four Safari-Rallye (ST165)

## Celica (T18, 1989–1993)
Im Oktober 1989 wurde die fünfte Generation wiederum auf der IAA präsentiert, die durch ihre konsequent aerodynamische Formgebung und die markanten Klappscheinwerfer auffiel. Mit geringfügigen Änderungen wurde er in einigen Märkten als Toyota 2000 VX verkauft.
Active Sports-Version ab 1989 mit dem weltweit ersten computergestützten aktiven Fahrwerk: Toyota Active Control Suspension. Es handelt sich um ein komplexes, hydraulisches aktives Fahrwerk mit Computersteuerung. Die Wagen hatten keine konventionellen Federn und Stabilisatoren mehr, sondern hydraulische Dämpfer, die durch Sensoren gesteuert waren, die Fahrzustände wie Kurvenfahren, Beschleunigung und Bremsen detektierten. Das System arbeitete hervorragend und lieferte ein besonders kontrolliertes und doch bequemes Fahrverhalten ohne Seitenneigung der Karosserie (Mercedes-Benz hat 1999 ein sehr ähnliches Fahrwerk eingeführt: Active Body Control).
Der neue Vierzylinder mit 16 Ventilen leistete 77 kW (105 PS), der Zwei-Liter-Motor wurde auf 115 kW (156 PS) erweitert.
1990 kam das Allrad-Modell turbo 4WD und 1992 das Sondermodell Carlos Sainz mit 150-kW- bzw. 153-kW-2,0-Liter-Turbo-Motor als Reminiszenz an die Rallye-Weltmeisterschaft des spanischen Fahrers 1992 auf dem Celica turbo 4WD.
- 1,6 l, 4A-FE, Einspritzung, DOHC, 1.6 ST-i, 77 kW (105 PS).
- 2,0 l, 3S-FE, Einspritzung, DOHC, Japanische S-R, Z-R.
- 2,0 l, 3S-GE Gen2, Einspritzung, DOHC, Japanische GT-R, Europa 2.0 GT-i 16, 115 kW (156 PS).
- 2,0 l, 3S-GTE Gen2, Einspritzung, DOHC, Turbolader, GT-Four/turbo All-trac/turbo 4WD, 150 kW (204 PS).
- 2,0 l, 3S-GTE Gen2, Einspritzung, DOHC, Turbolader, GT-Four RC/turbo 4WD Carlos Sainz Limited Edition, 153 kW (208 PS)
- 2,2 l, 5S-FE, Einspritzung, DOHC, Nordamerika (GT, GT-S), Australien (SX).

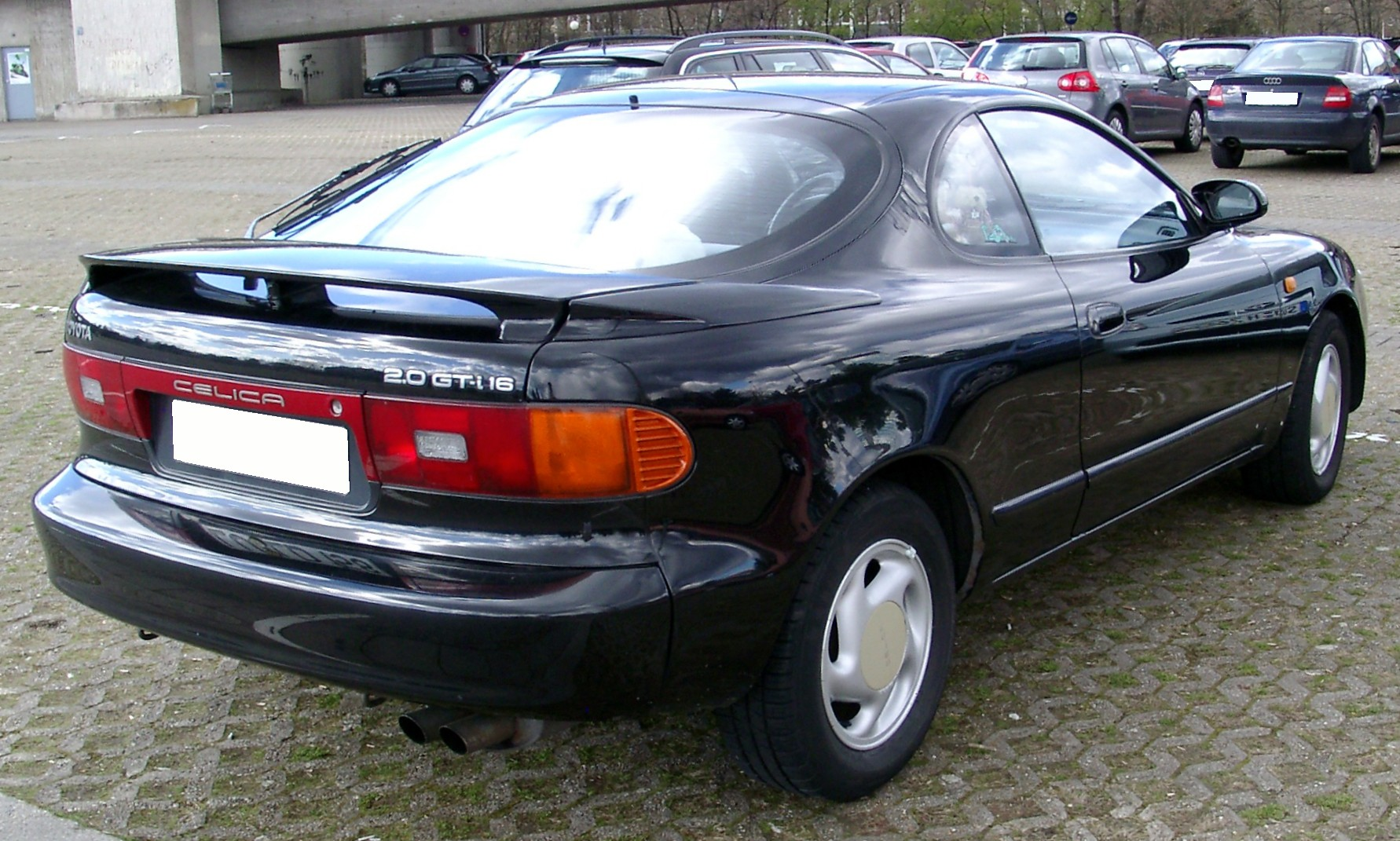
Heckansicht
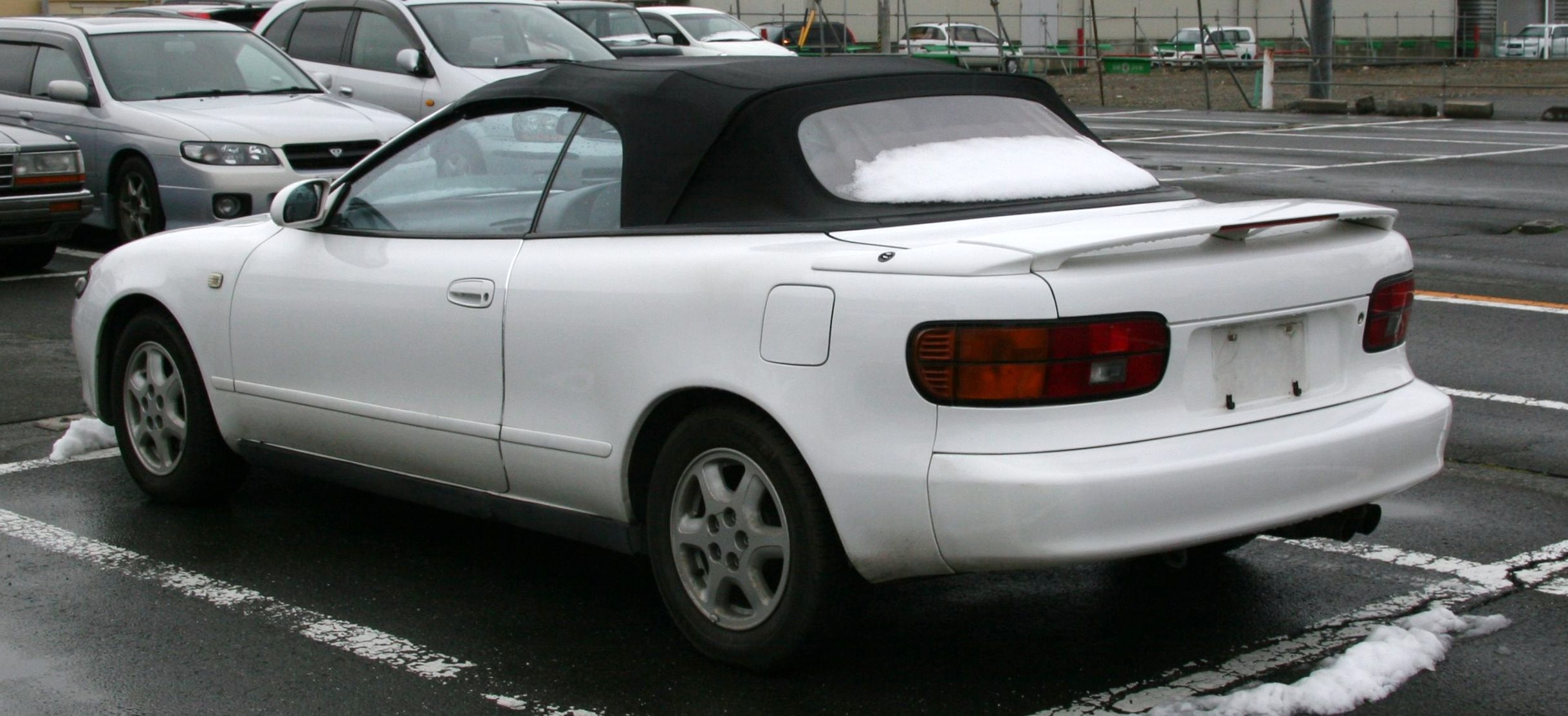
Toyota Celica Cabriolet
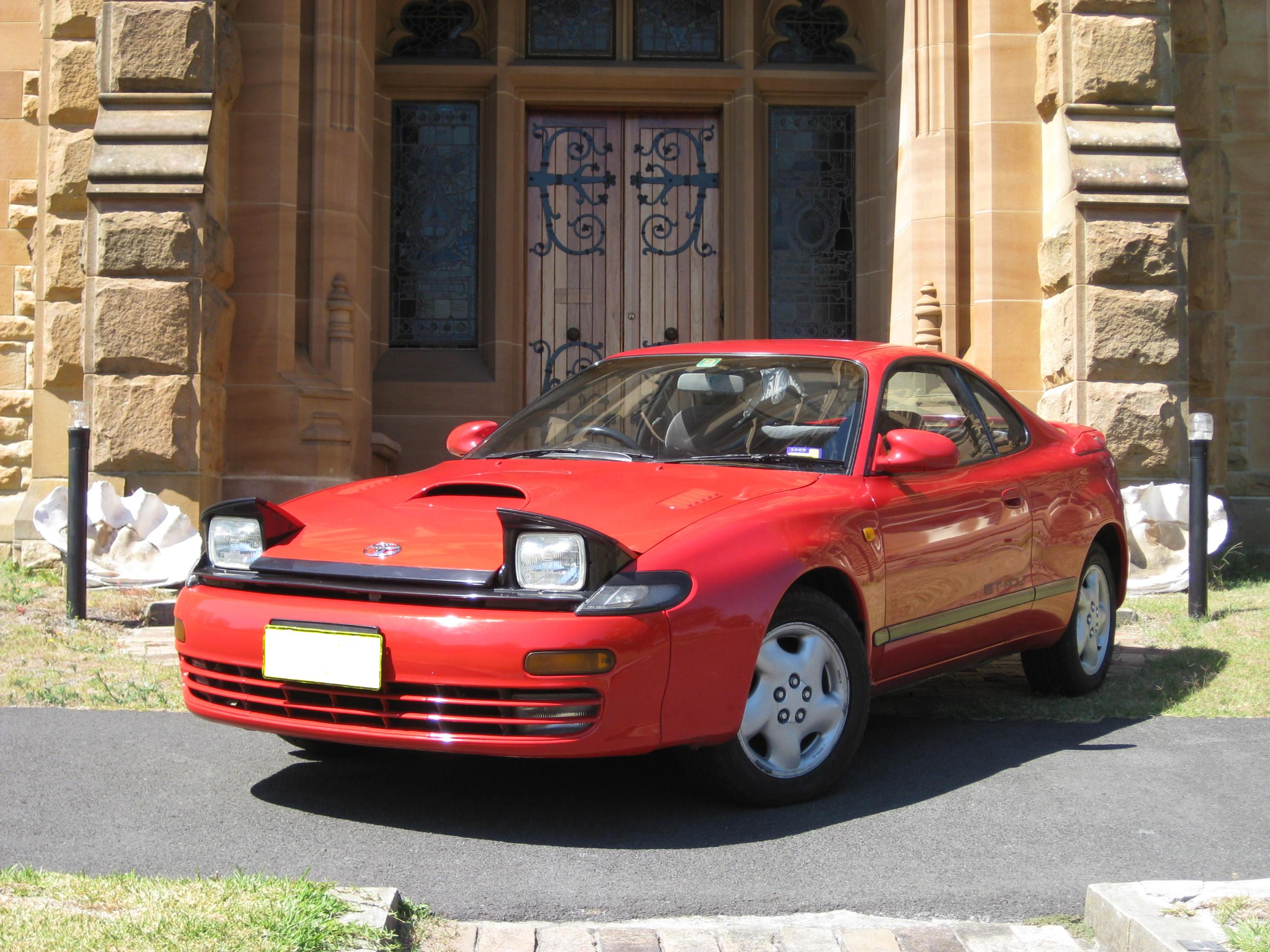
Toyota Celica Turbo 4WD (1990)
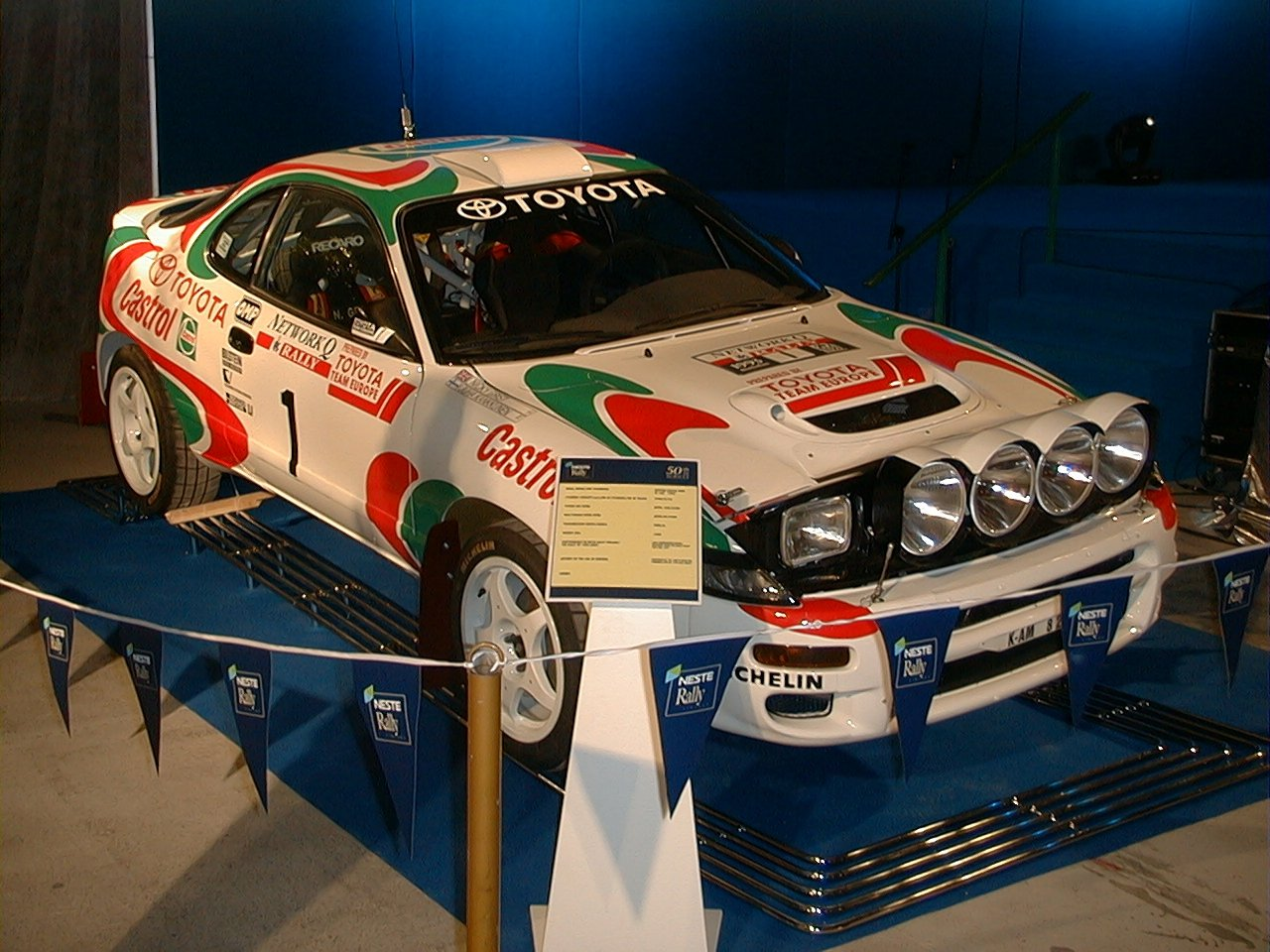
Toyota Celica Turbo 4WD Rallye-GB (ST185)

## Celica (T20, 1994–1999)
Bereits im November 1993 wurde auf der Tokyo Motor Show die sechste Generation mit den vier markanten Rundscheinwerfern präsentiert (in Japan und Russland mit Bandscheinwerfern unter dem Namen Toyota Curren vertrieben).
Die Motorisierung umfasste 1994 ein 1,8 Liter-Triebwerk mit 85 kW (116 PS) und eine 2,0 Liter-Maschine mit 129 kW (175 PS). 1995 folgte der GT-Four mit 178 kW (242 PS). Die Modellreihe war serienmäßig mit ABS und Fahrer-Airbag ausgestattet.
Das Super Strut-Fahrwerk, welches in Europa erstmals im Carina E GTi angeboten wurde,
war nun auch optional für die GT-Version des Celica erhältlich und gehörte beim GT-Four zur
Serienausstattung.
Außerdem wurde bereits Ende 1995 ein auf dem T20 basierendes Cabrio in dritter Generation für den US-amerikanischen Markt vorgestellt, das zum Teil auch in Europa vertrieben wurde.
Im April 1996 wurde ein Facelift mit Detailänderungen (2,0 GT nur noch mit 170 PS) durchgeführt.
- 1,8 l, 7A-FE, Einspritzung, DOHC, 85 kW (116 PS)
- 2,0 l, 3S-GE, Einspritzung, DOHC, GT (Facelift), 125 kW (170 PS)
- 2,0 l, 3S-GE, Einspritzung, DOHC, GT, 129 kW (175 PS)
- 2,0 l, 3S-GTE, Einspritzung, DOHC, Turbolader, GT-Four, 178 kW (242 PS)
- 2,2 l, 5S-FE, Einspritzung, DOHC, 100 kW (136 PS) für Nordamerika und Australien

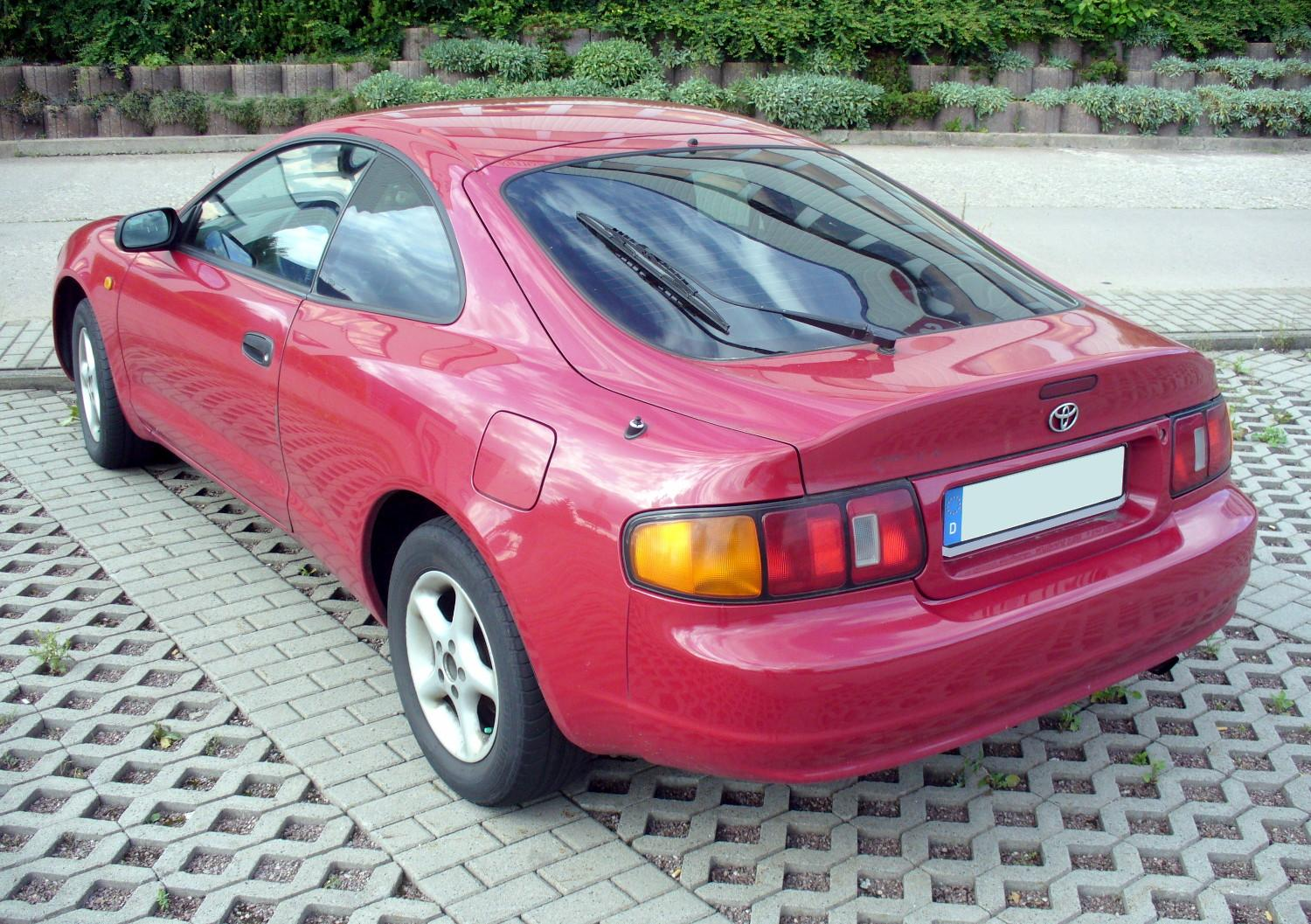
Heckansicht
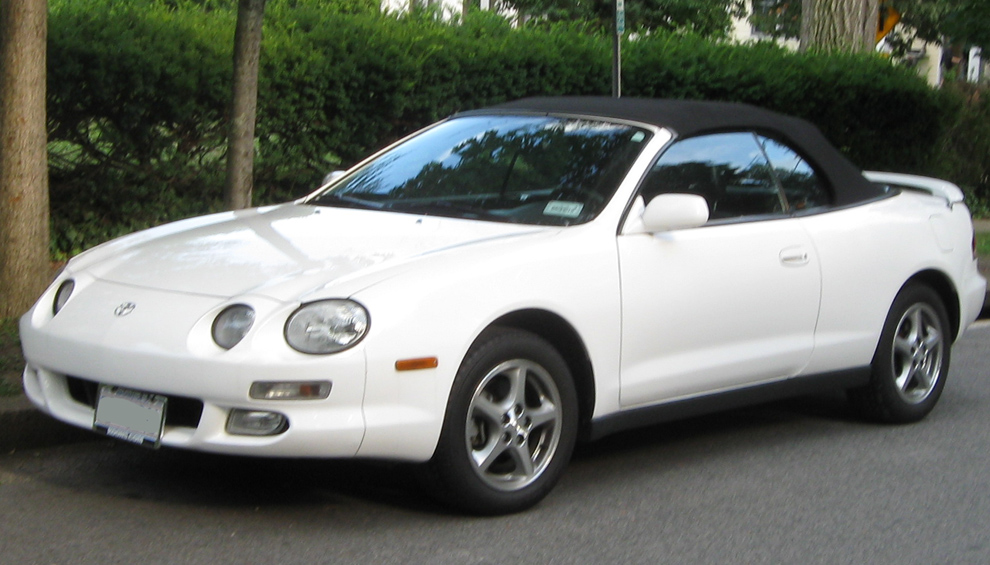
Toyota Celica Cabrio (1995–1999)
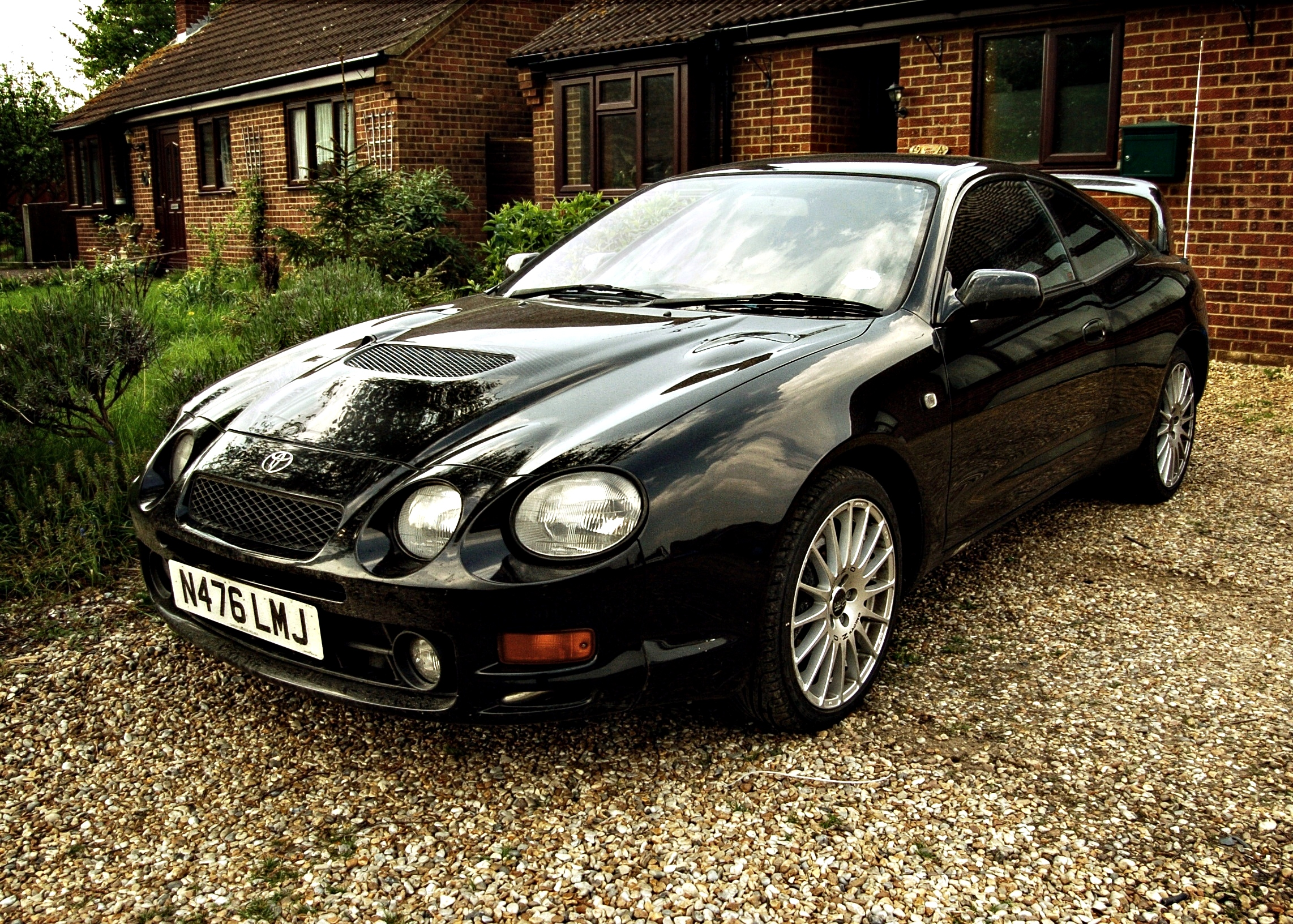
Toyota Celica GT-Four (1995–1999)
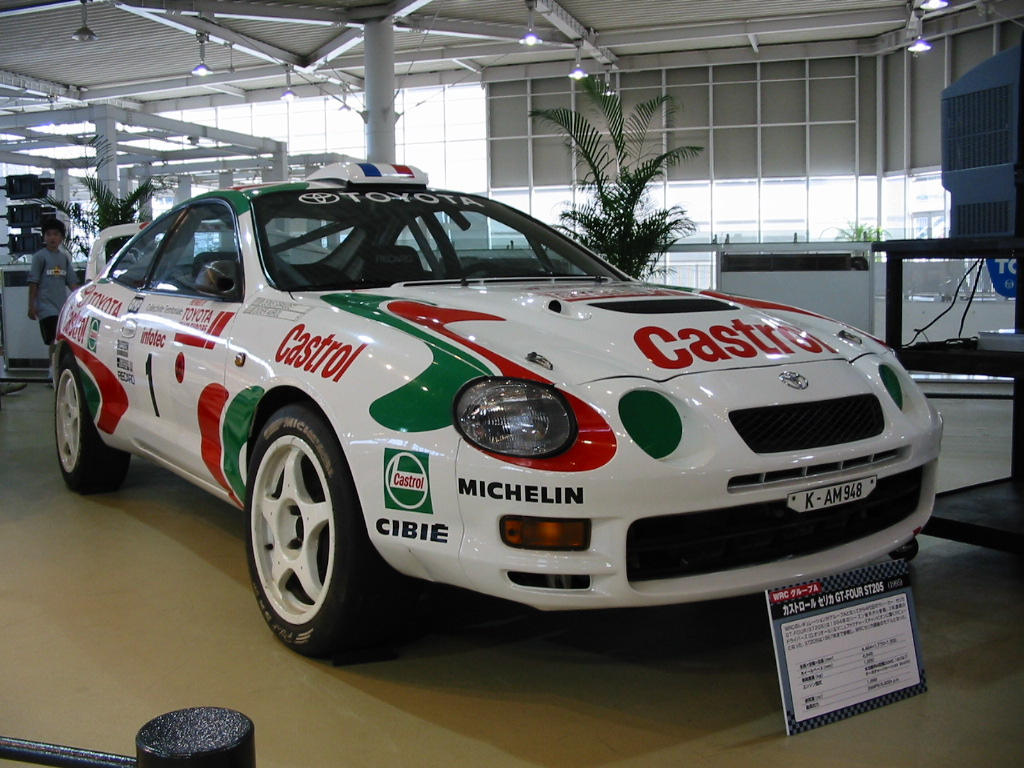
Toyota Celica GT-Four WRC (ST205)

## Celica (T23, 1999–2005)
Die im Sharp-Edge-Design entworfene siebte Generation wurde im November 1999 mit einem 1,8-Liter-Motor vorgestellt, der je nach Modell 105 kW (143 PS) bzw. 141 kW (192 PS) leistet. Der 2+2-Sitzer wurde in drei Modellvarianten angeboten, als Celica 1.8, Celica S und Celica TS.
Im Herbst 2002 erhielt die Baureihe ein leichtes Facelift an Front und Heck.
Im Juli 2004 verkündet Toyota die Einstellung des Celica (und des MR2) mit Ablauf des Modelljahres 2005 aufgrund der zunehmenden Konkurrenz und der unzureichenden Verkaufszahlen. Der Absatz sank von 52.406 Einheiten 2000 auf 8.216 im November 2004.
Im August 2005 stellte Toyota die Produktion des Celica ein.
Technische Daten:
| Model         | Motorcode | Hubraum  | Leistung                     | Drehmoment          | Getriebe              | Bauzeit         |
| ------------- | --------- | -------- | ---------------------------- | ------------------- | --------------------- | --------------- |
| 1.8 VVT-i     | 1ZZ-FE    | 1794 cm³ | 105 kW (143 PS) bei 7600/min | 172 Nm bei 4200/min | 6-Gang-Schaltgetriebe | 10/1999–08/2005 |
| 1.8 TS VVTL-i | 2ZZ-GE    | 1796 cm³ | 141 kW (192 PS) bei 8250/min | 180 Nm bei 6800/min | 6-Gang-Schaltgetriebe | 10/2000–08/2005 |

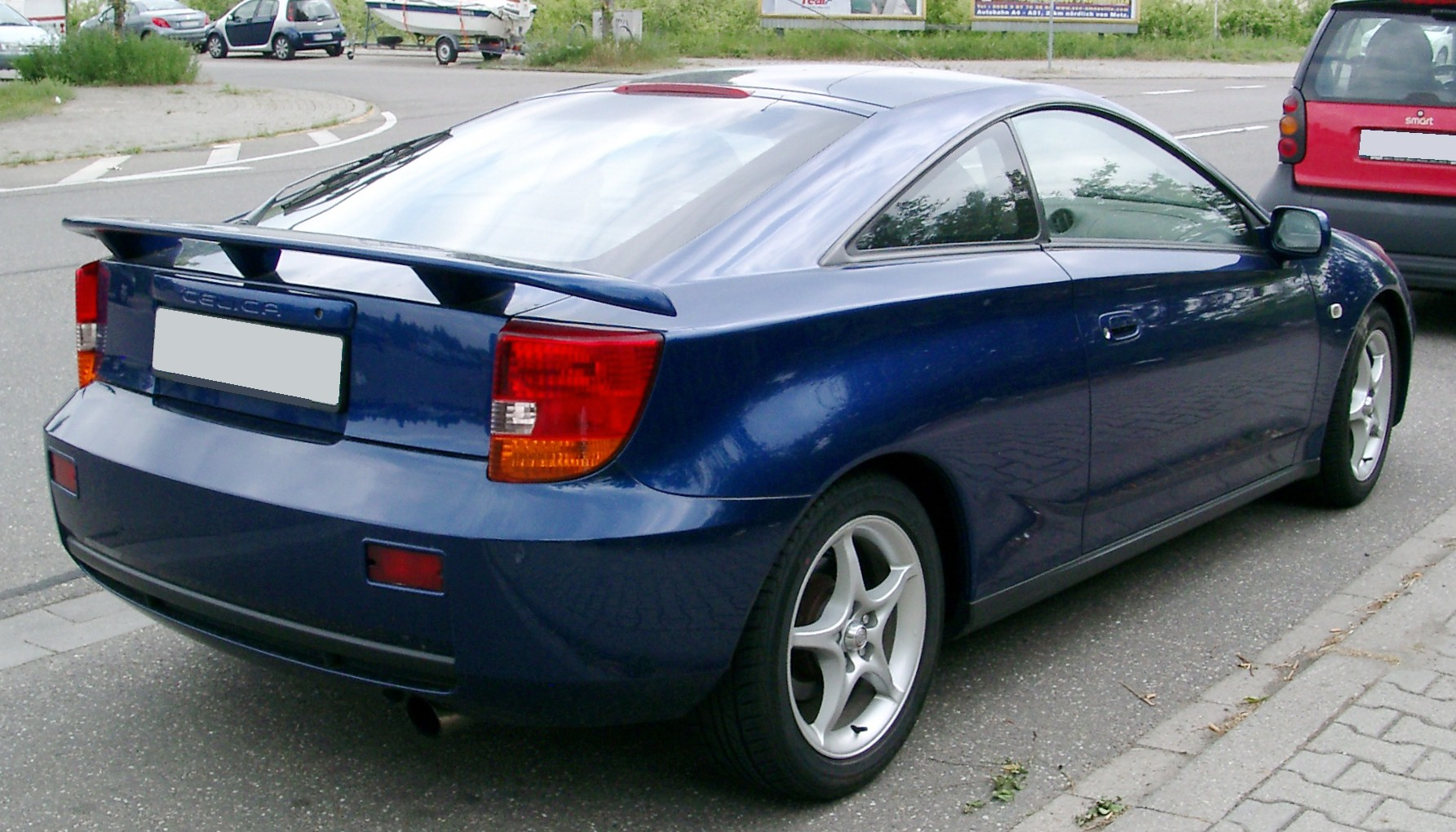
Heckansicht
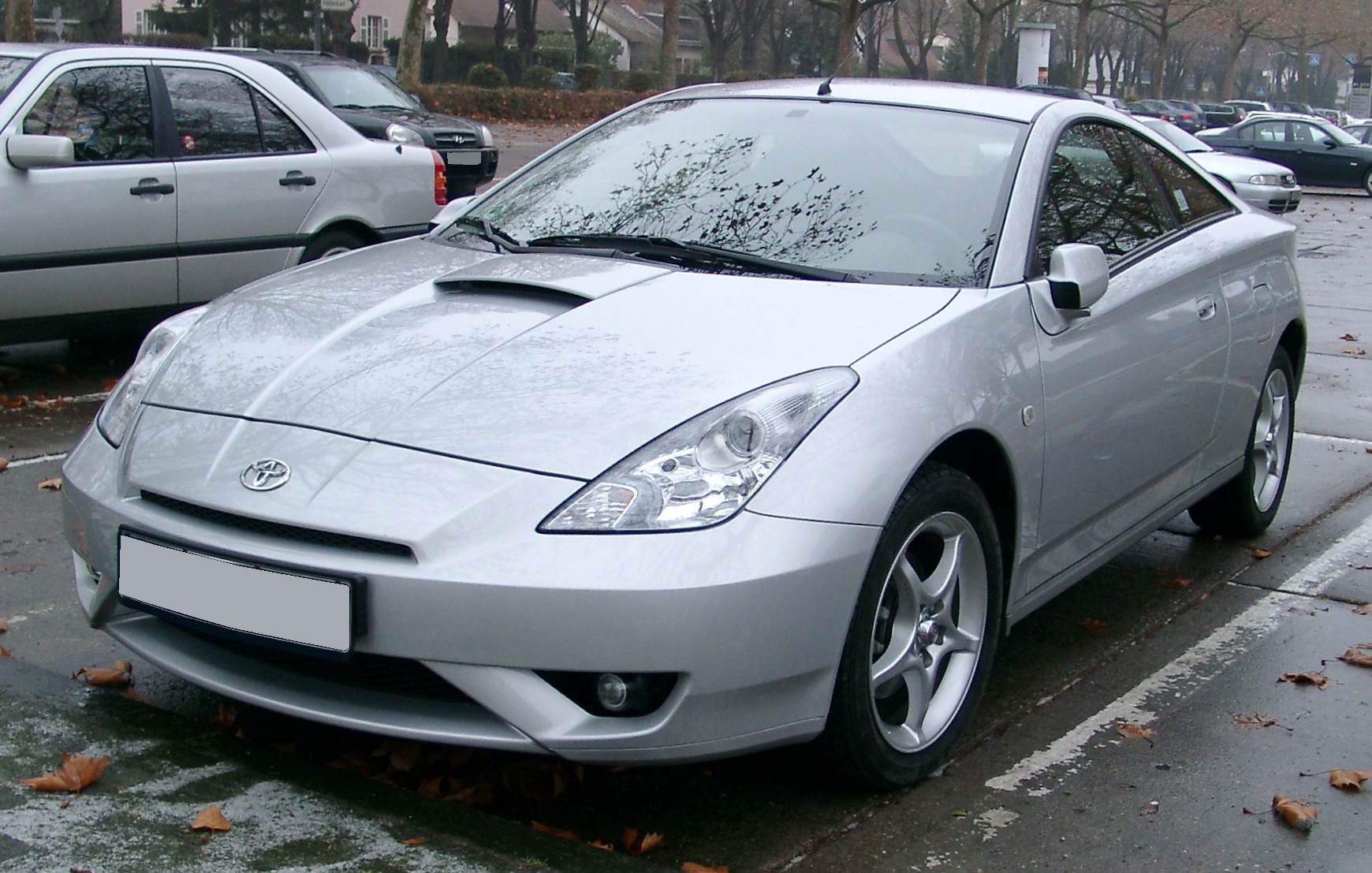
Toyota Celica (2002–2005)
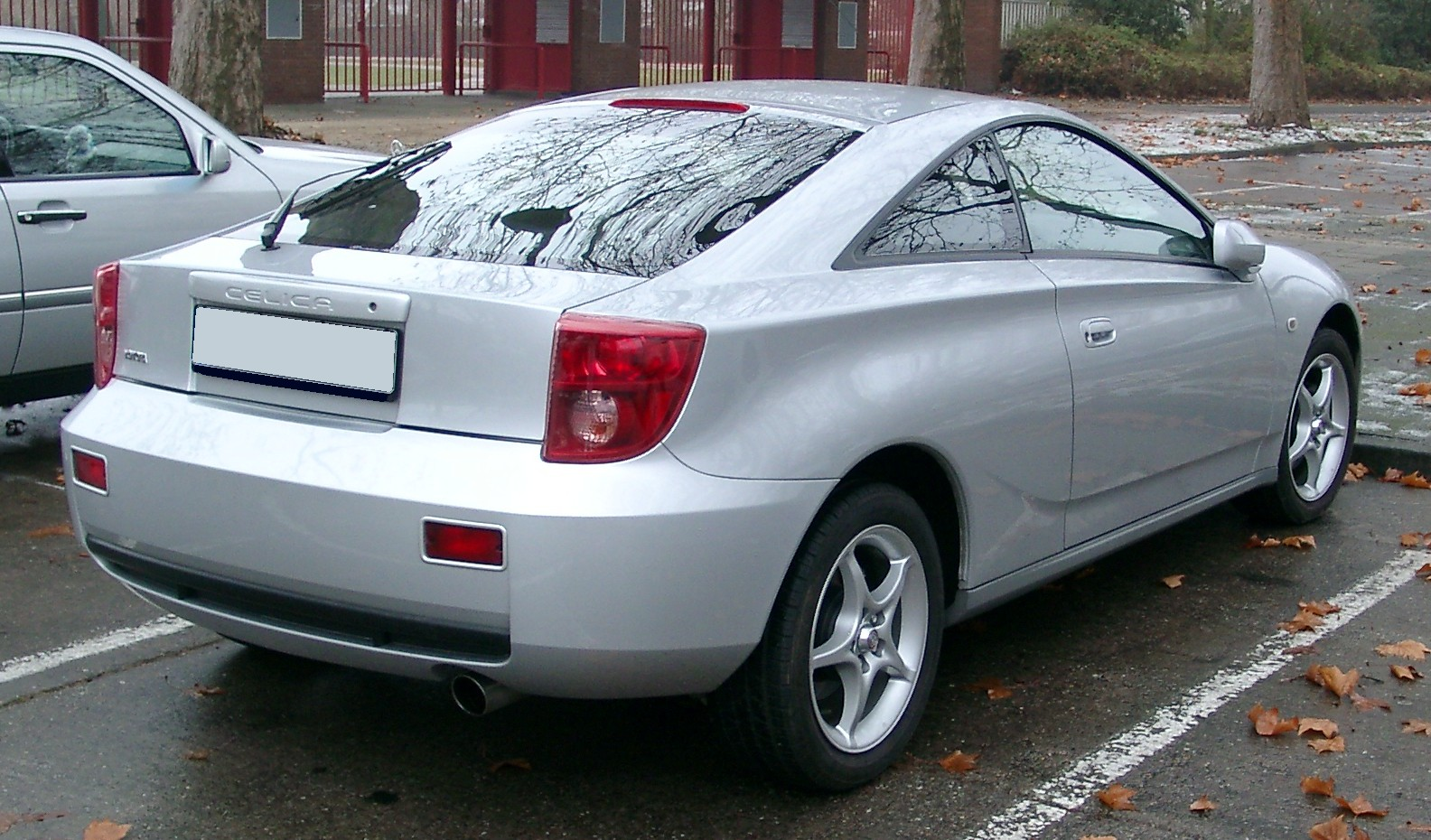
Heckansicht
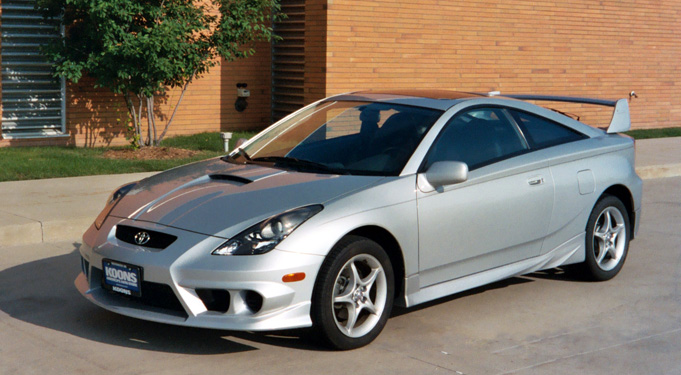
Toyota Celica GT-S "Mechanical Sports-Version" (2004)

## Motorsport

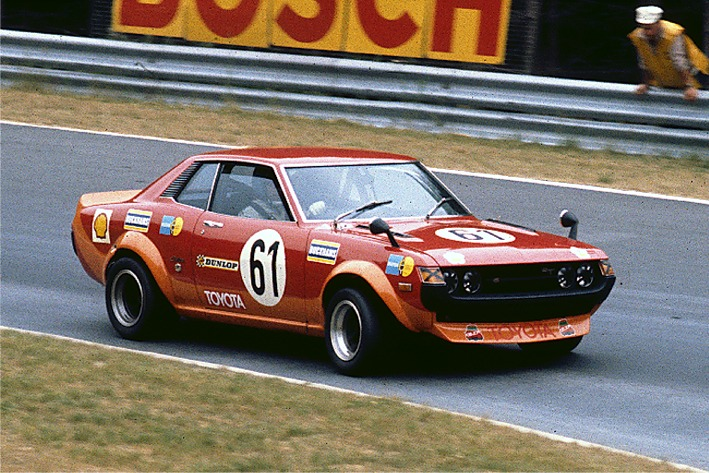
Toyota Celica auf dem Nürburgring (1973)

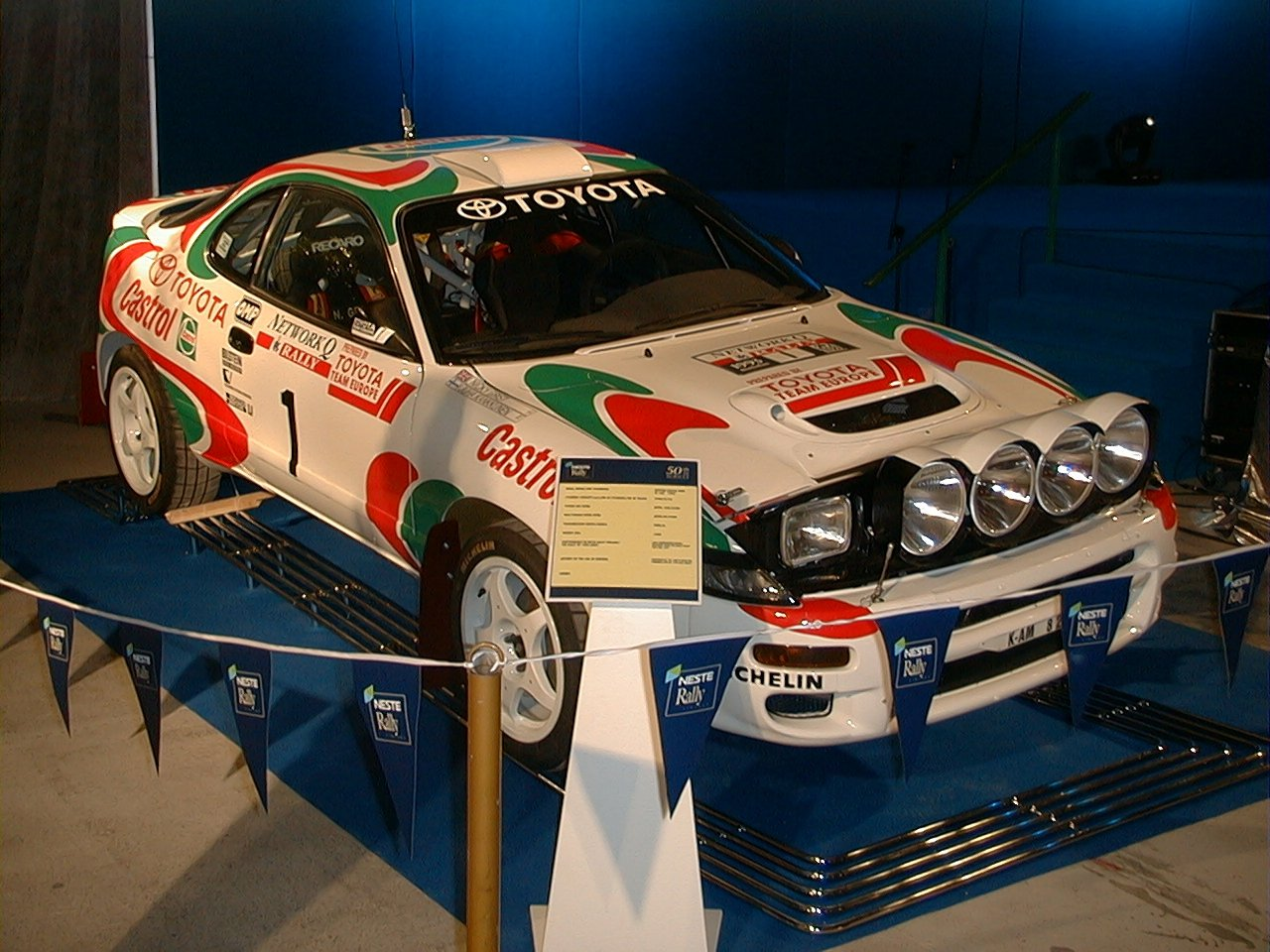
Der Toyota Celica Turbo, mit dem Juha Kankkunen 1993 Weltmeister wurde

Auf Basis des Celica gewann Toyota unter Leitung des in Köln ansässigen Toyota Team Europe mit den Modellen ST165 und ST185 in den Jahren 1990, 1992, 1993 und 1994 viermal die Fahrerwertung der Rallye-Weltmeisterschaft. Zu den erfolgreichsten Fahrern der Celica zählten Per Eklund, Didier Auriol, Juha Kankkunen, Carlos Sainz, Armin Schwarz und Björn Waldegård, der vier Langstrecken-Rallyes gewann.
1994 gewann der Neuseeländer Rod Millen den Pikes Peak International Hill Climb mit dem 850 PS (625 kW) starken Spezialumbau Celica Turbo „Pikes Peak“ und stellte mit 10:04,06 Minuten einen 13 Jahre lang geltenden Streckenrekord auf.